# Biserica de lemn din Vălenii

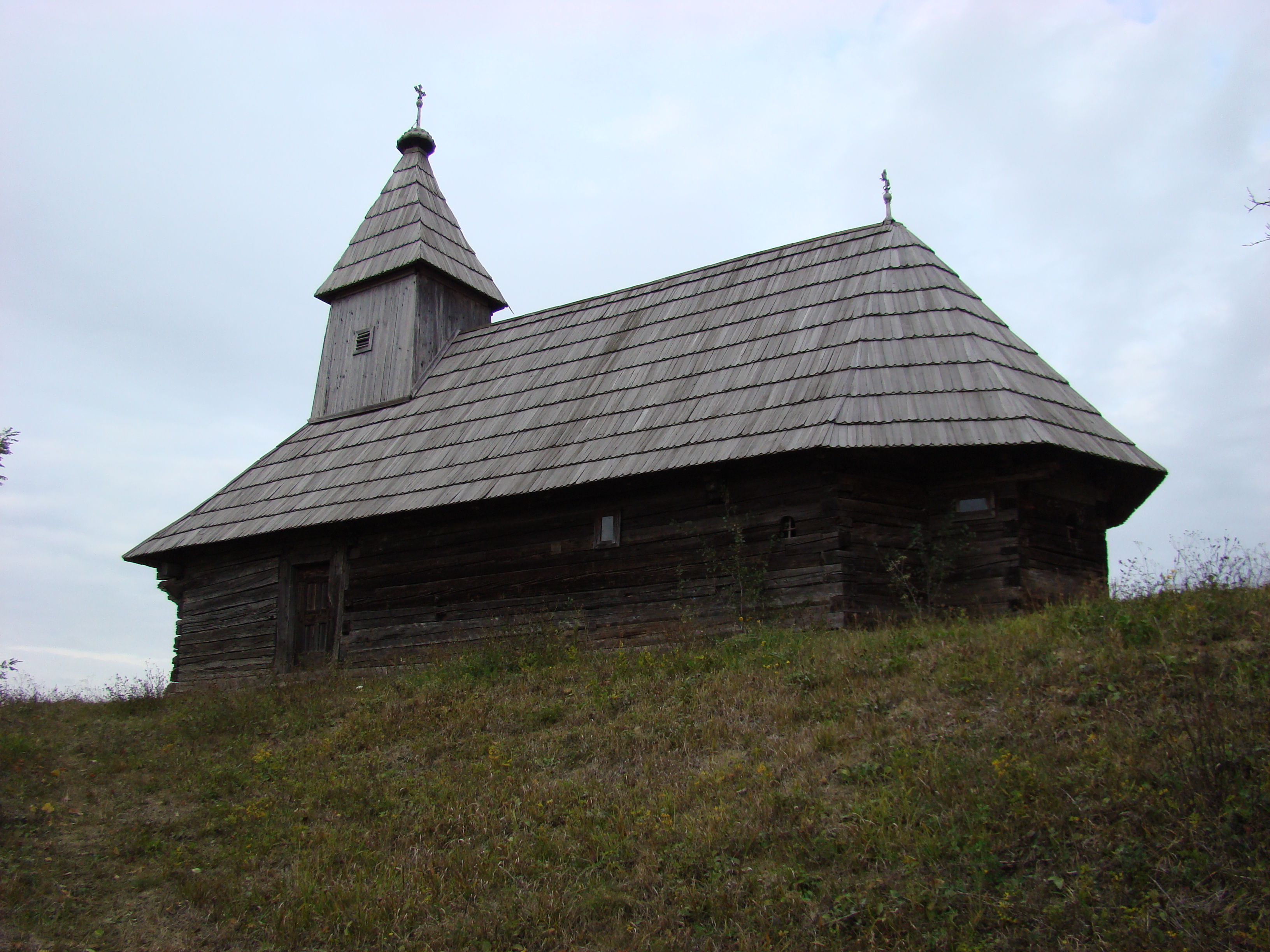
Biserica de lemn „Sfântul Nicolae” din Vălenii, comuna Acăţari, județul Mureș, foto. octombrie 2009.

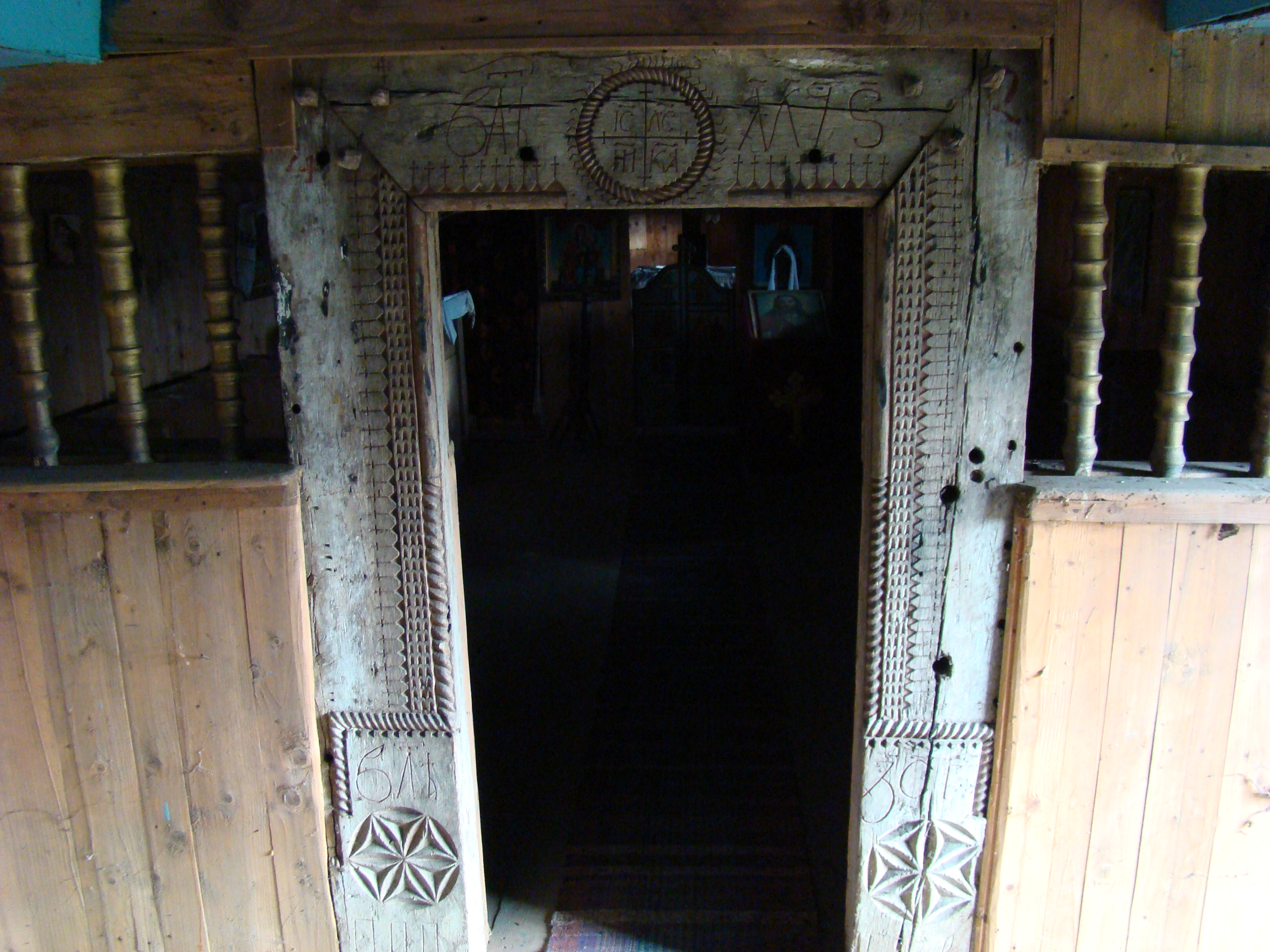
Portalul interior

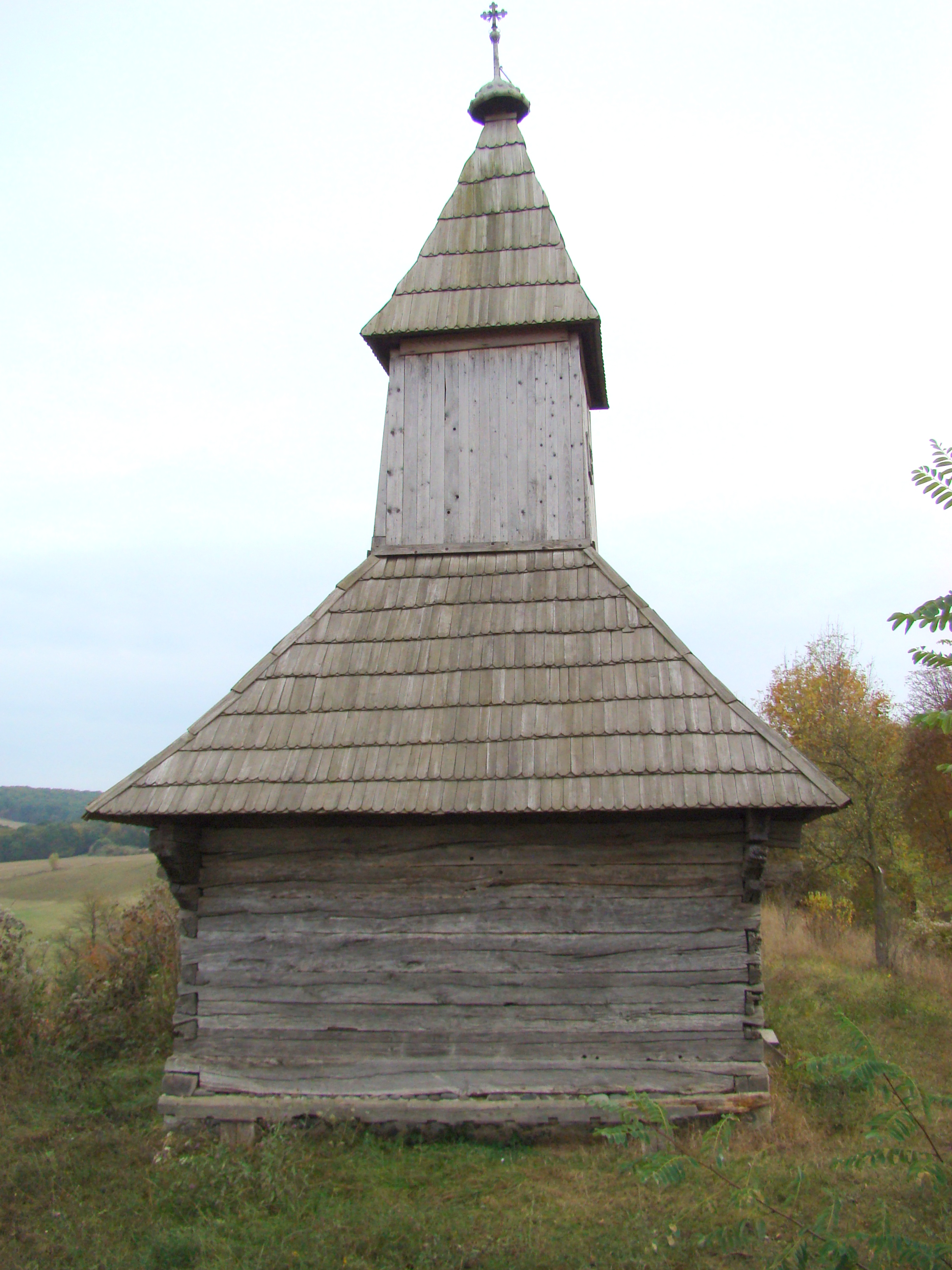
Clopotnița

Biserica de lemn din Vălenii, comuna Acățari, județul Mureș datează din anul 1696. Are hramul „Sfântul Nicolae”. Biserica se află pe noua listă a monumentelor istorice sub codul LMI:  MS-II-m-A-16062.

## Istoric și trăsături
Satul Vălenii, parte componentă a comunei Acățari, se află la o distanță de 14 km de Târgu-Mureș pe drumul european ce duce spre Sighișoara, purtând anterior anului 1964 denumirea de Oaia. Prima atestare documentară vine din anul 1332, atunci când într-un registru de dijme papale este menționat un preot din Voya.
În prezent, în Vălenii, nu mai există români și, la fel ca și în alte localități de pe Valea Nirajului (Sântandrei, Valea sau Troița), doar bisericile și pietrele de mormânt mai fac dovada existenței anterioare a populației românești în aceste zone. Recensământul din anul 1857 consemnează 831 locuitori, din care 111 erau români. Conform recensământului din 1880, care prezintă populația atât după naționalitate cât și după religie, dintr-un total de 781 de locuitori, doar 29 erau români, însă confesional sunt consemnați 2 ortodocși și 105 uniți, fapt ce denotă înstrăinarea de limbă și neam a unui număr de 78 de români.
Biserica de lemn din localitate a fost edificată în onoarea Sfântului Nicolae în anii 1695-1696 după cum reiese din inscripțiile de pe grinda catapetesmei și ancadramentul intrării. Starea de degradare avansată în care a ajuns lăcașul de cult, mai ales datorită dispariției enoriașilor români, au determinat inițierea unor ample lucrări de restaurare și consolidare în anii 1974 și 2004, încercându-se totodată aducerea edificiului la imaginea pe care o avea la origine. De remarcat ancadramentul intrării realizat din trunchiuri masive de stejar ce prezintă spre exterior splendide motive specifice artei populare românești și care s-au păstrat relativ bine în pofida intemperiilor la care au fost supuse de-a lungul secolelor.

## Imagini din exterior

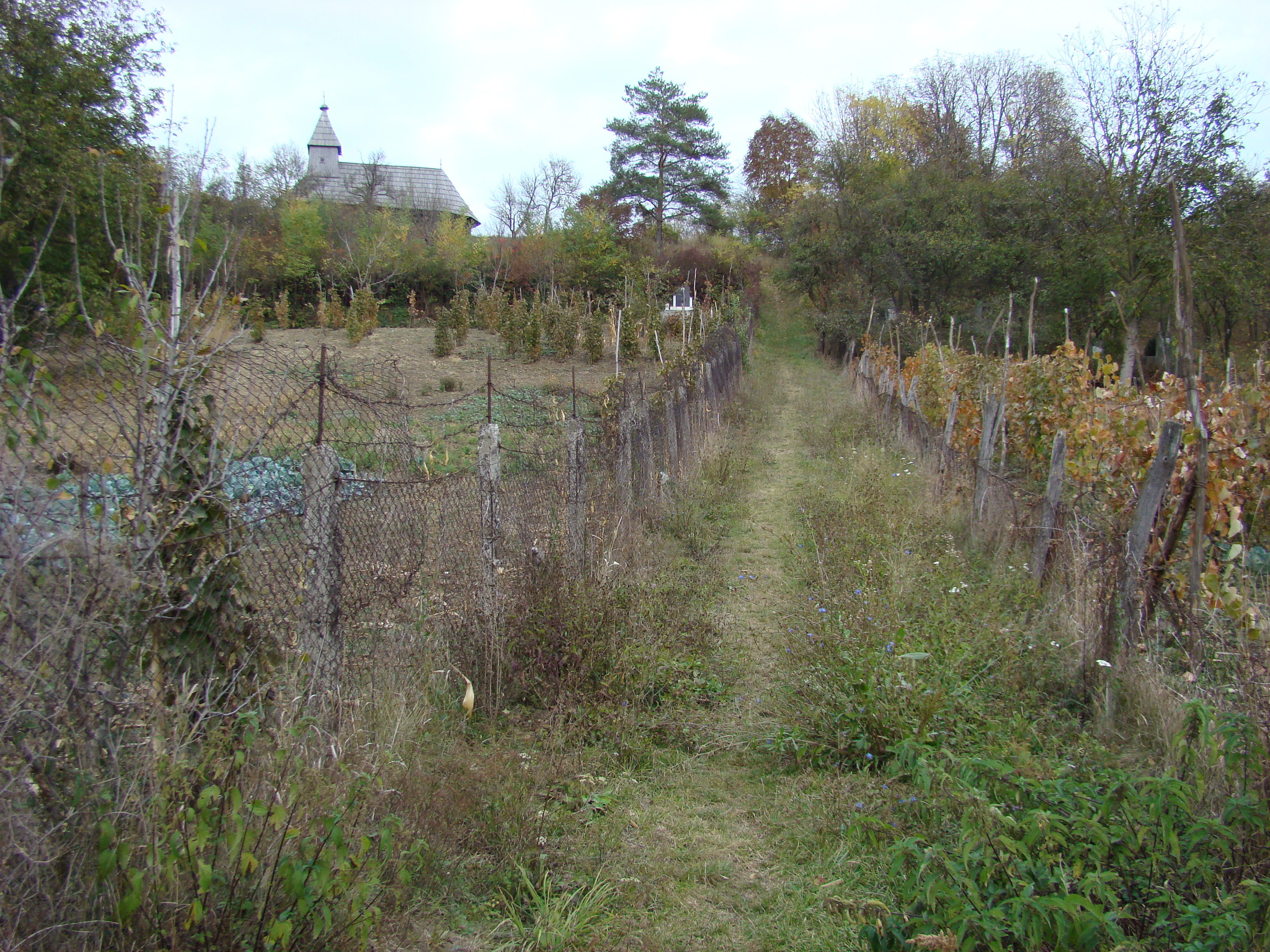
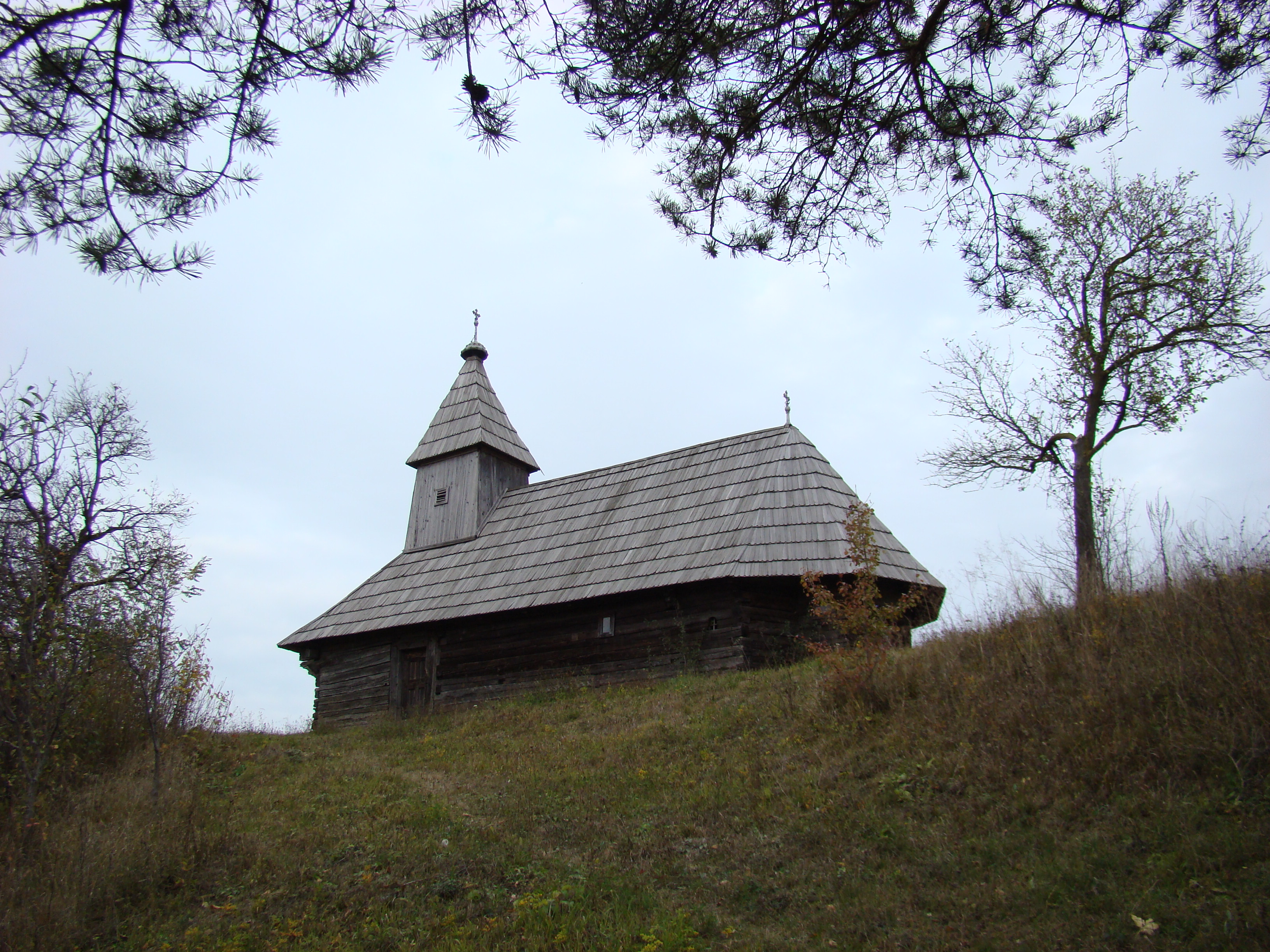
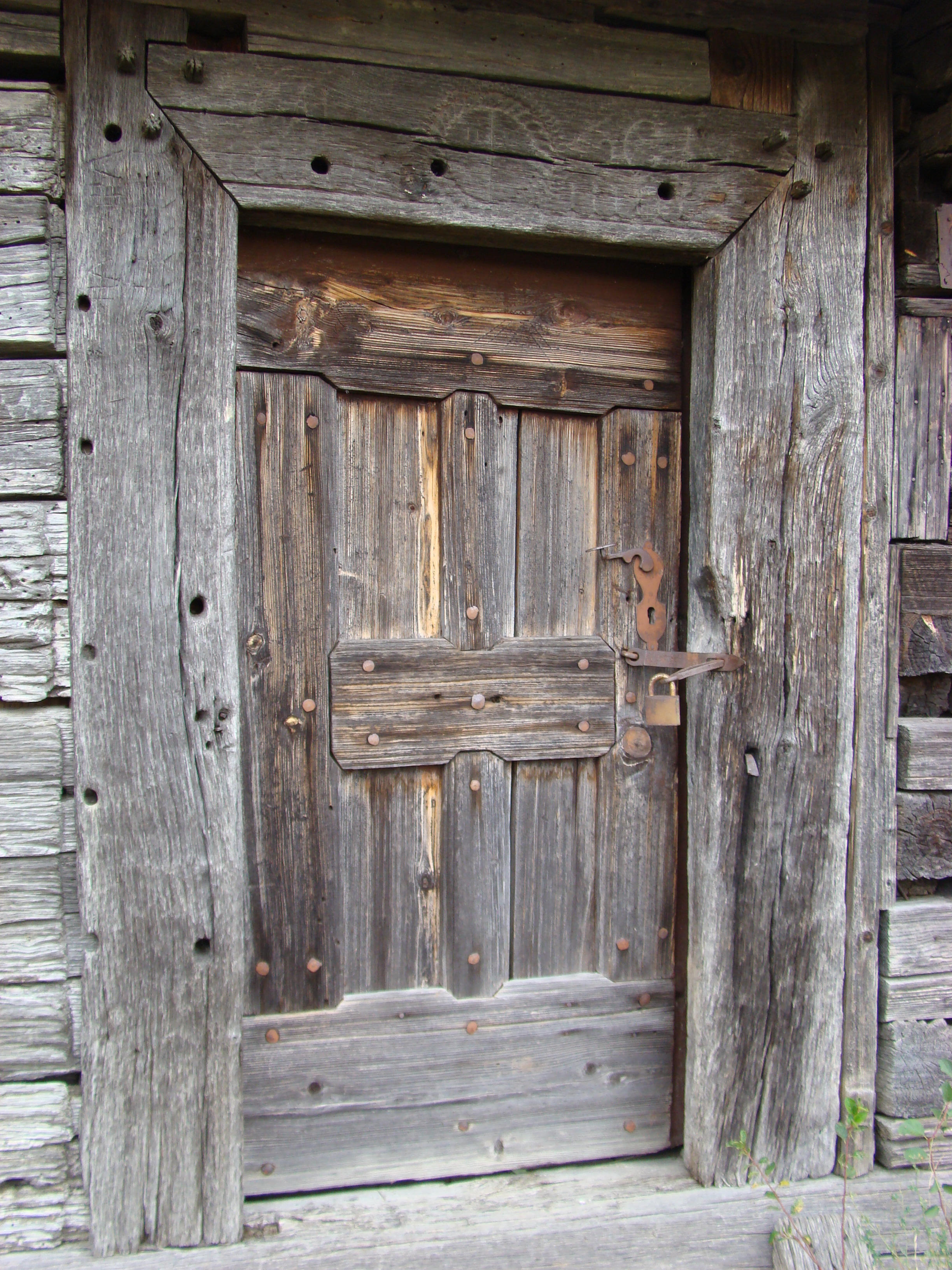
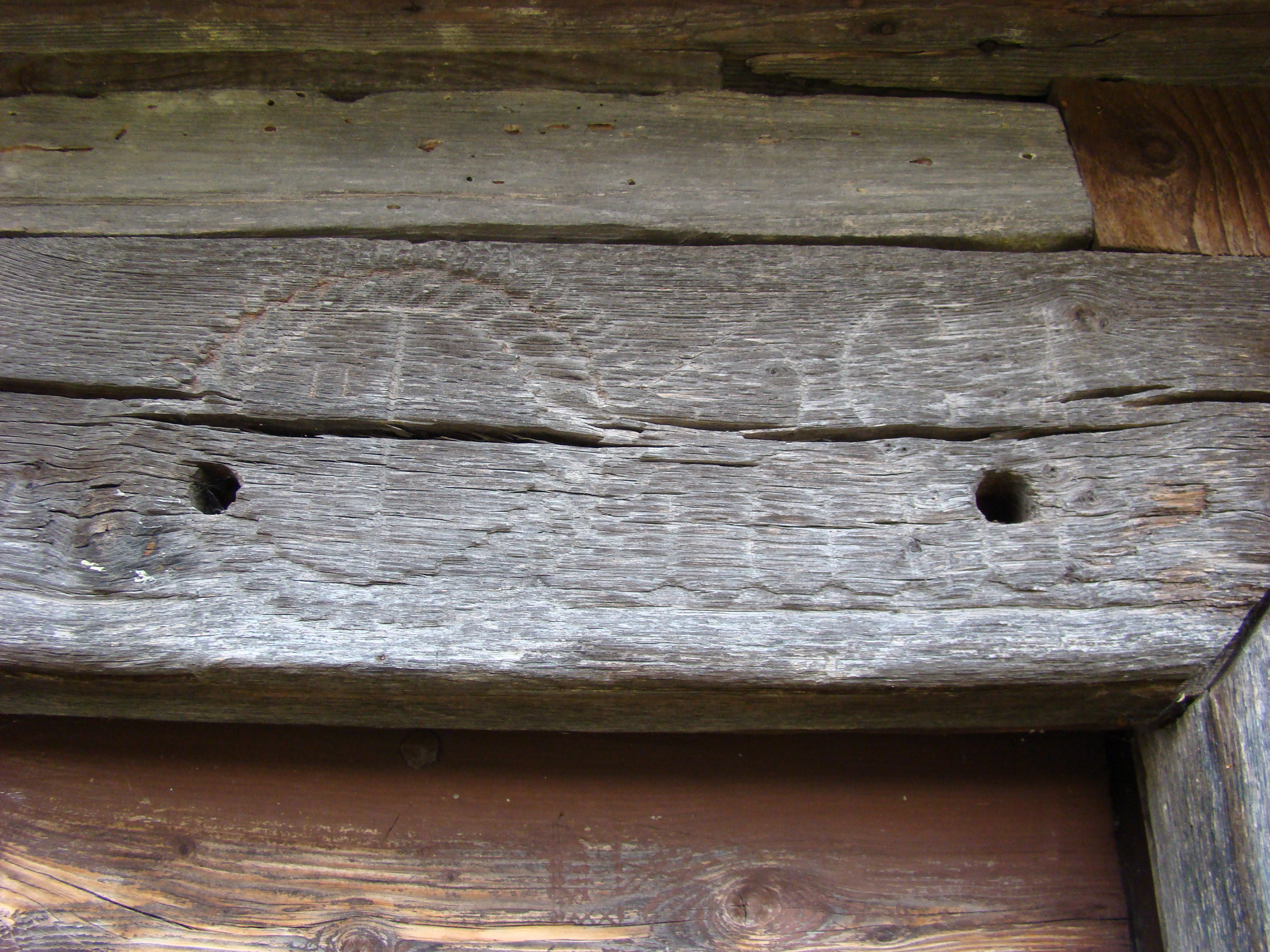
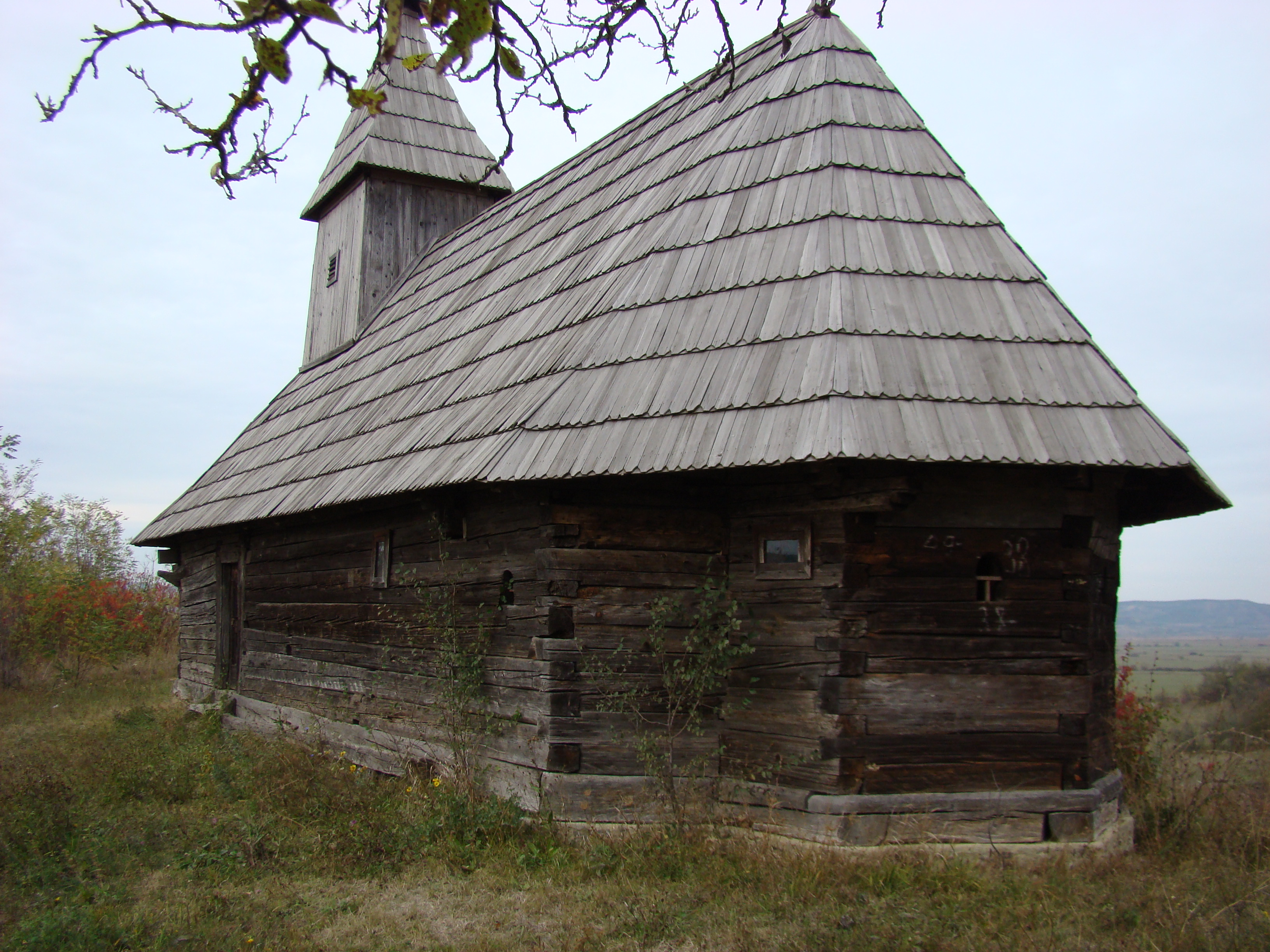
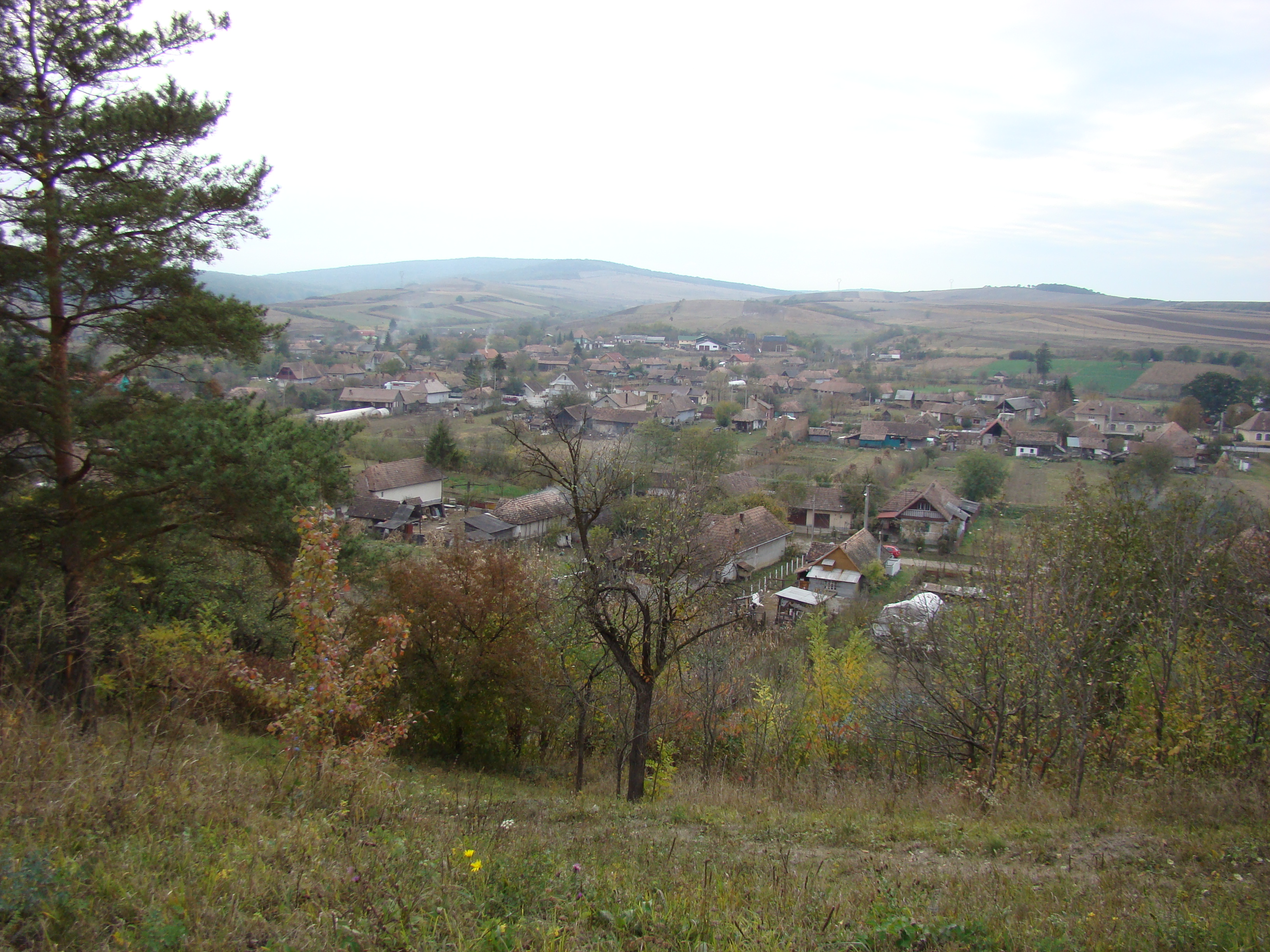
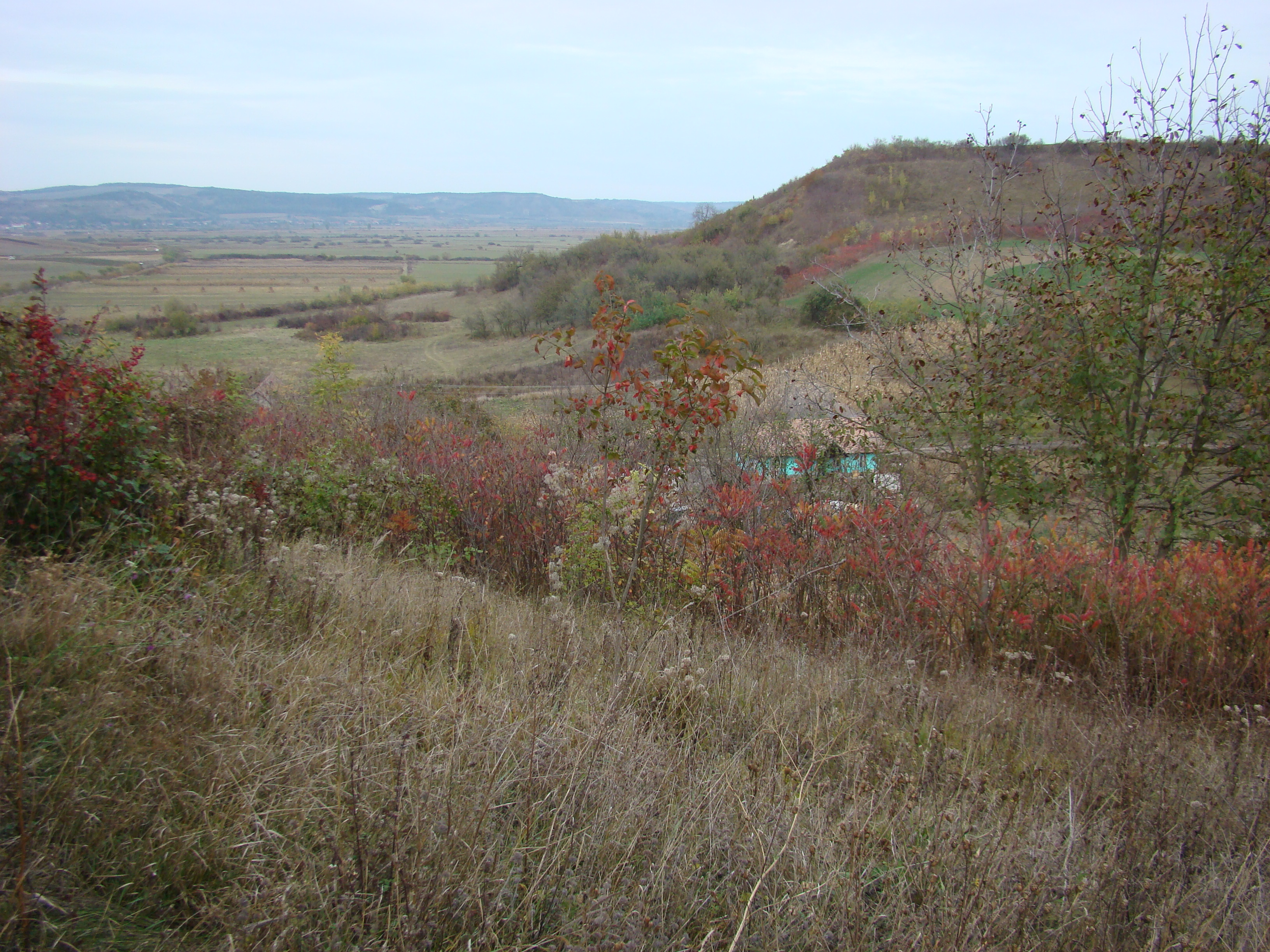
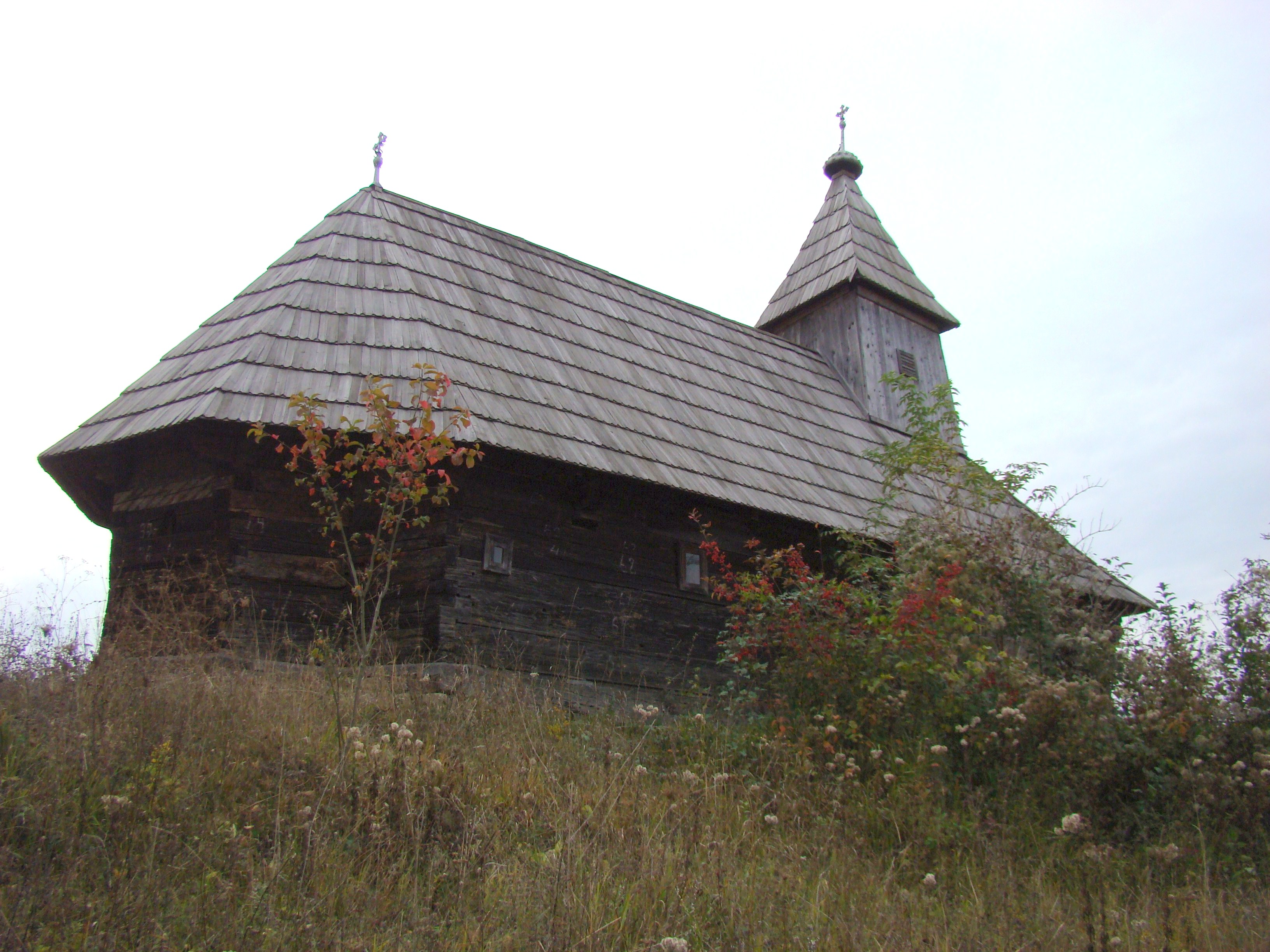
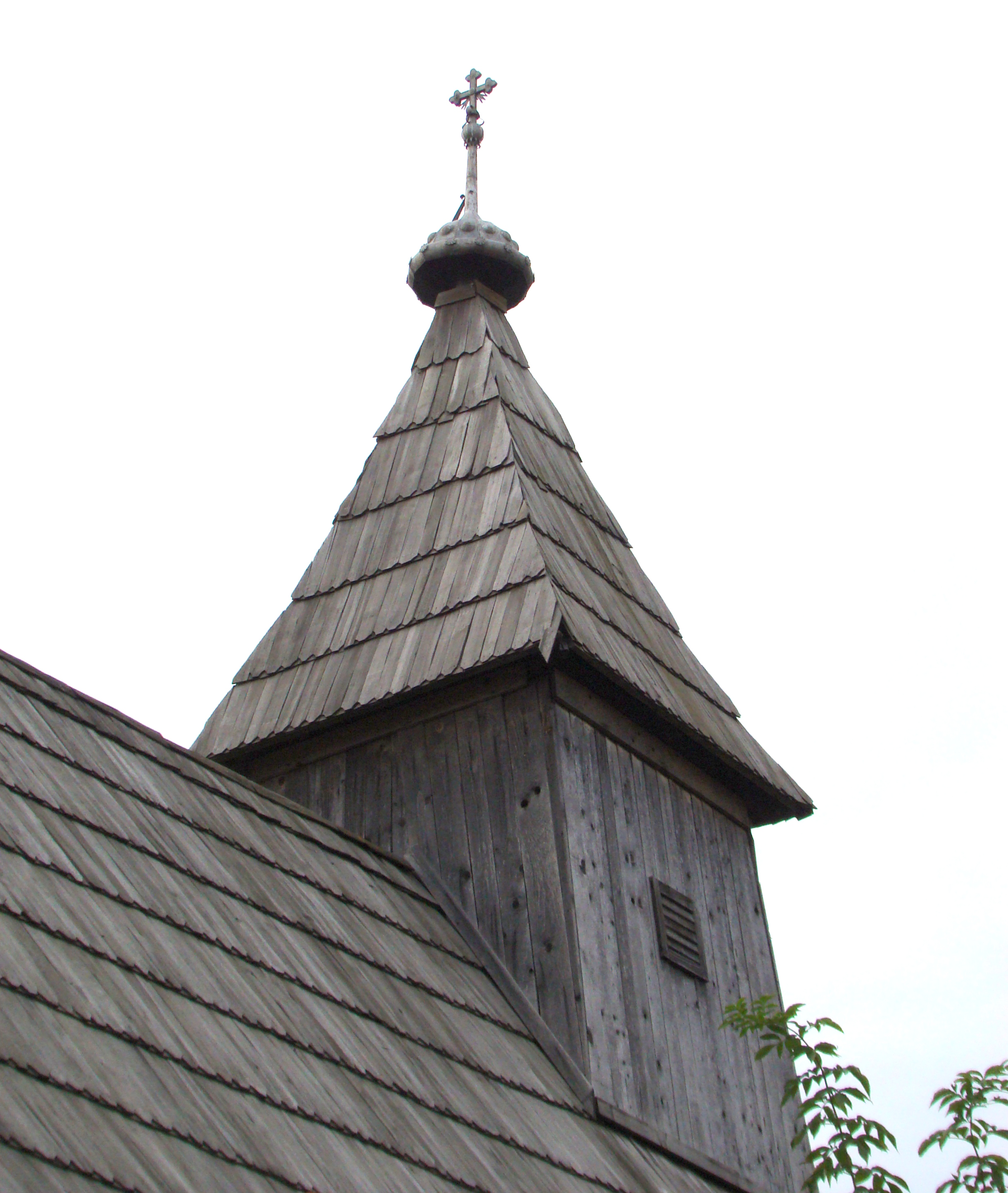
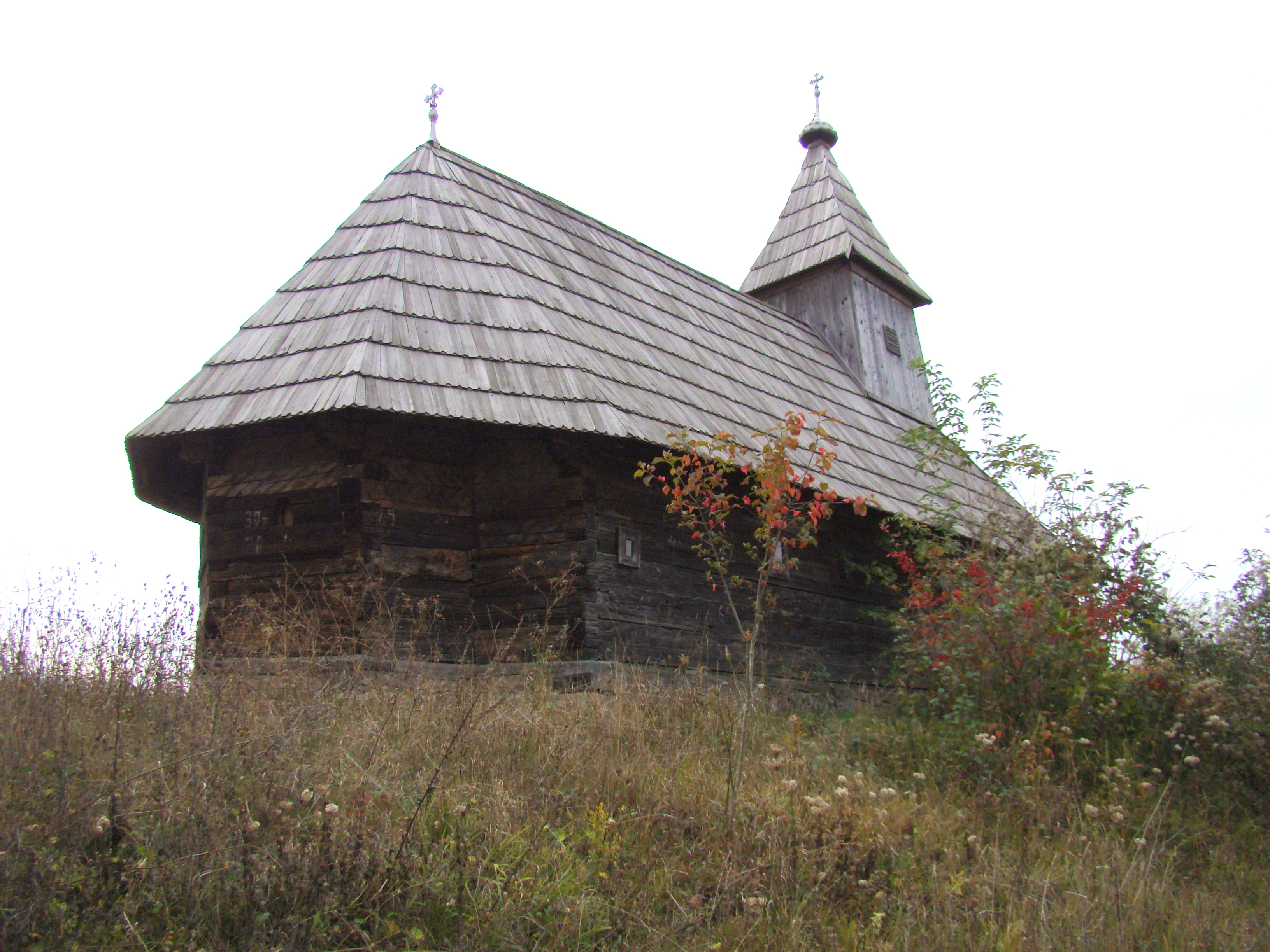
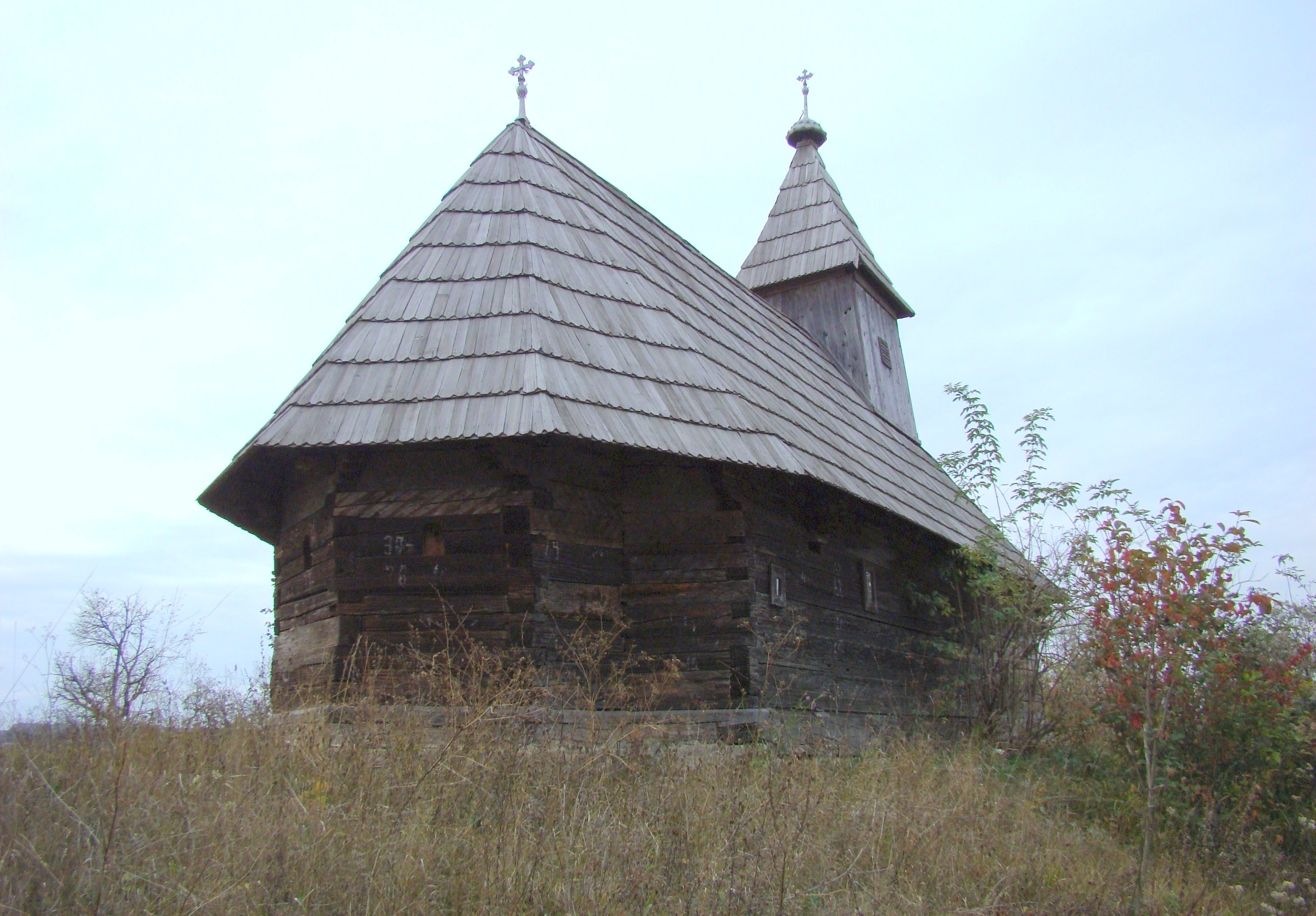
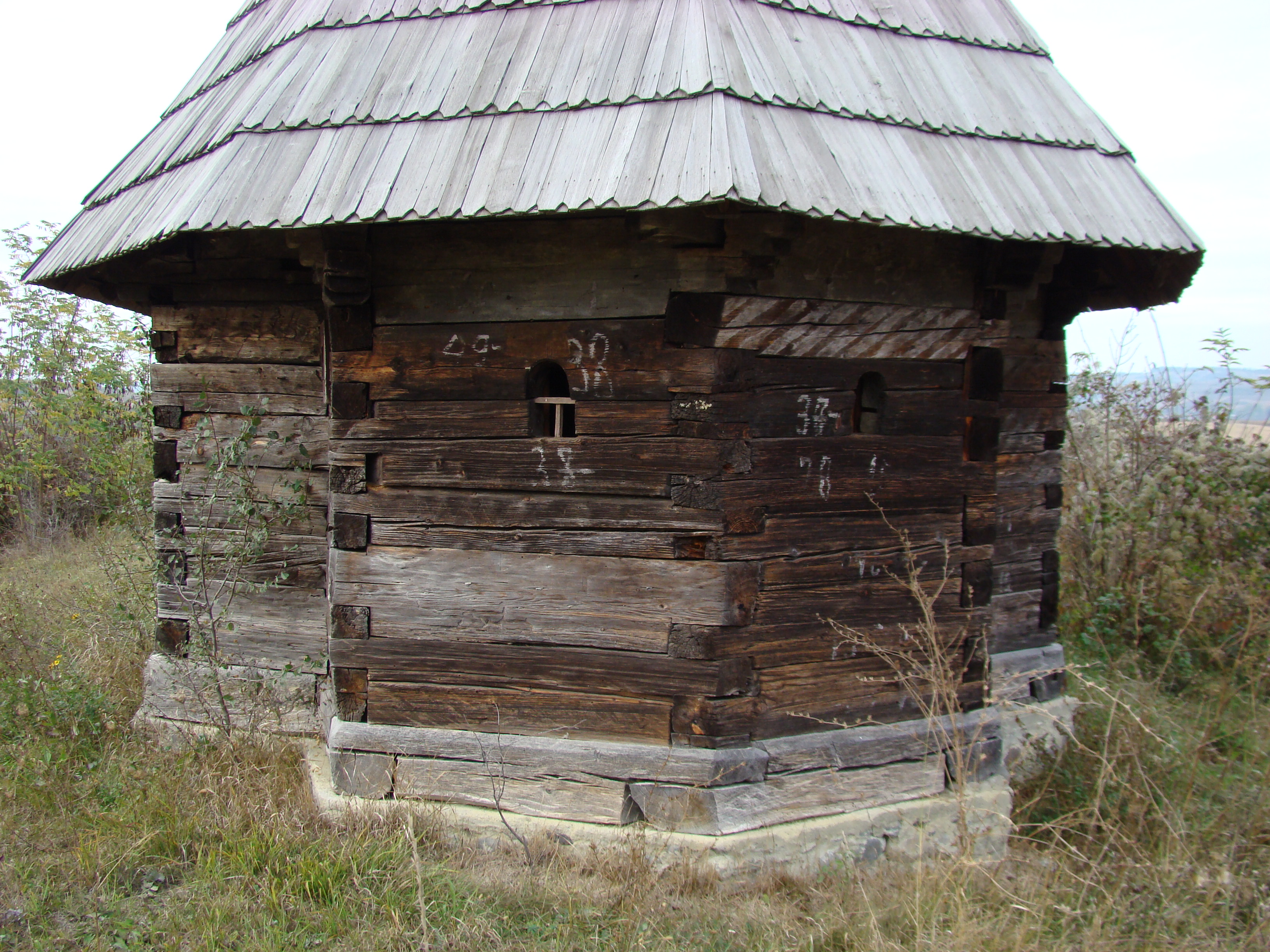
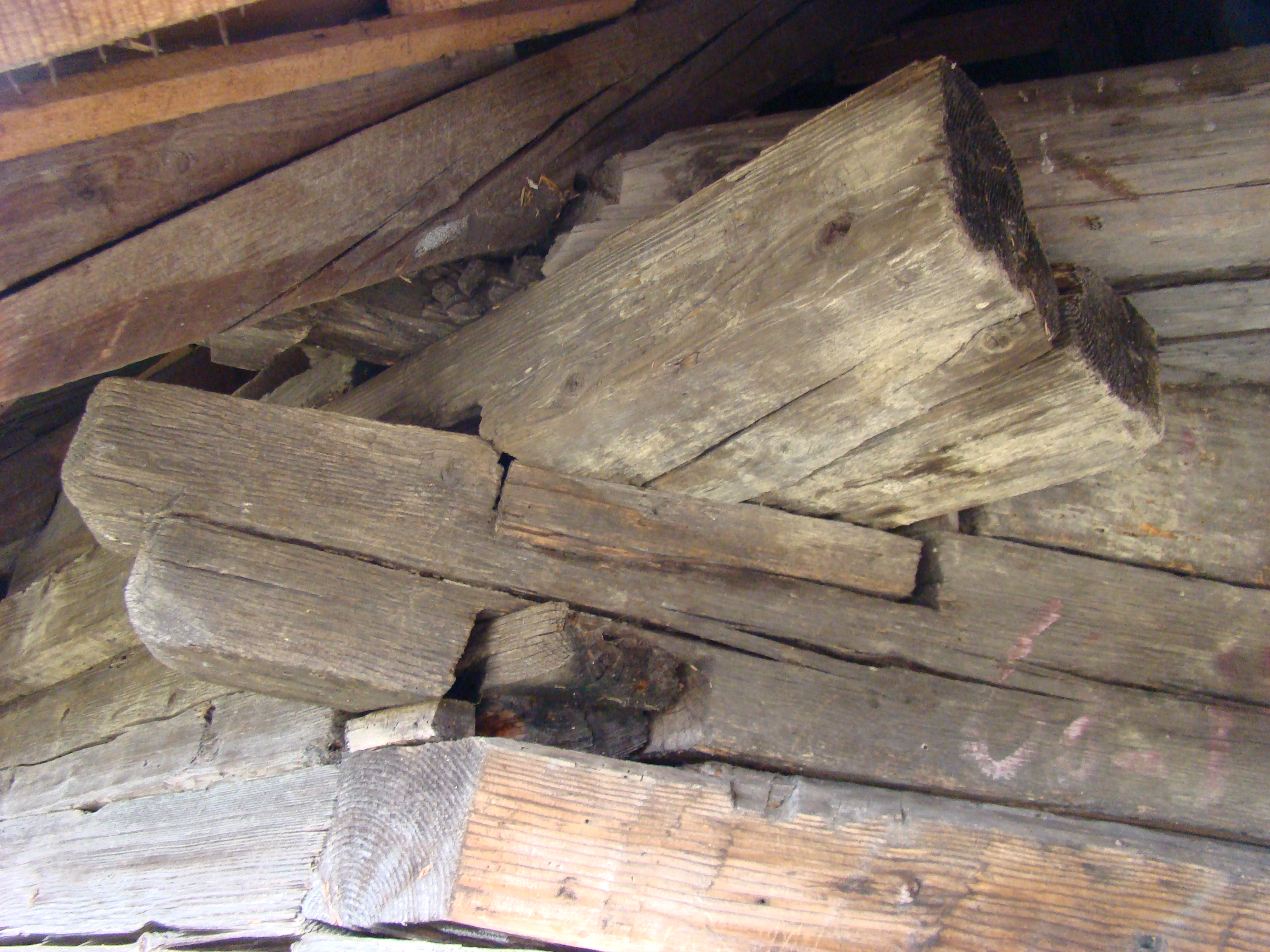
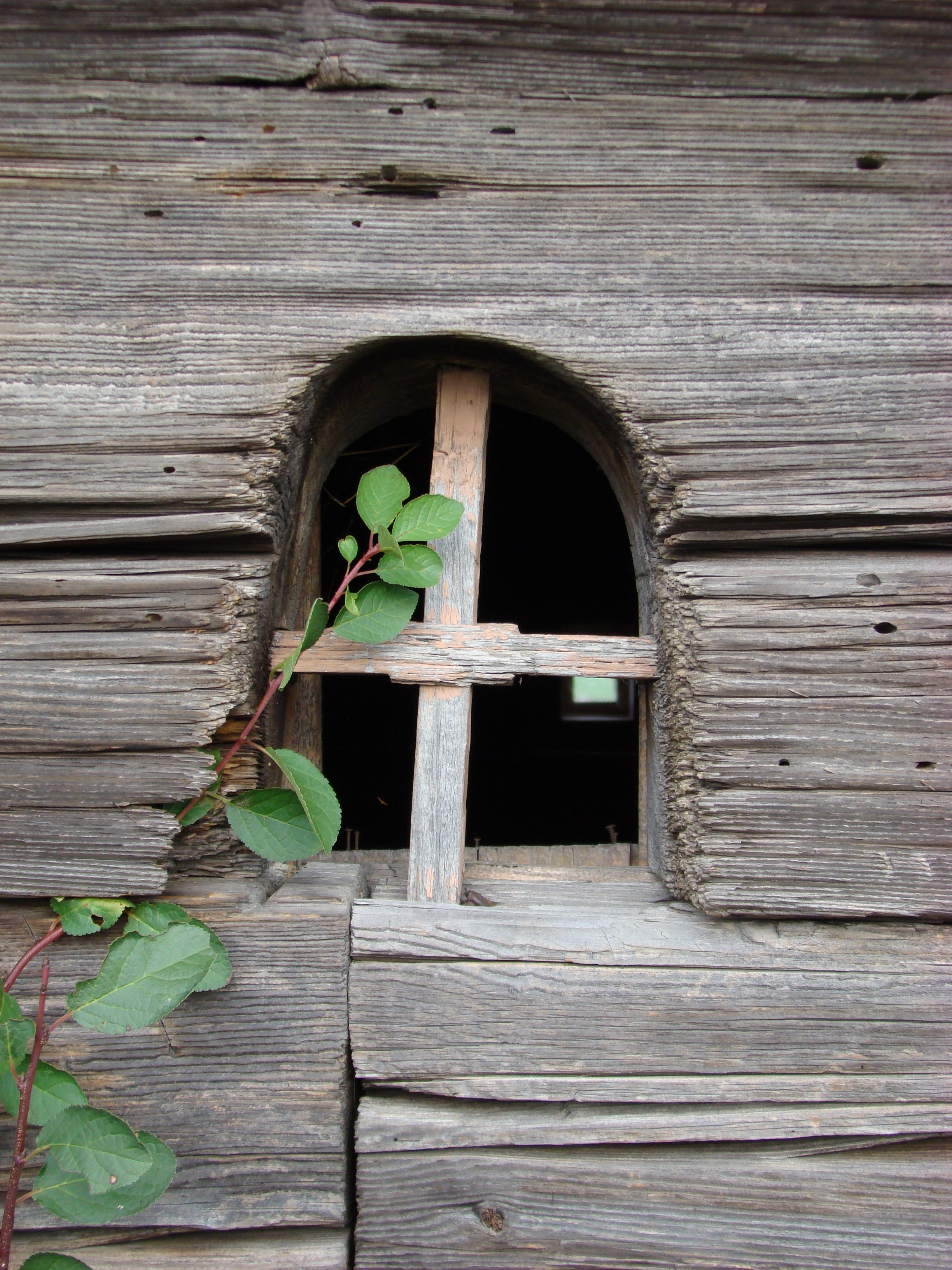
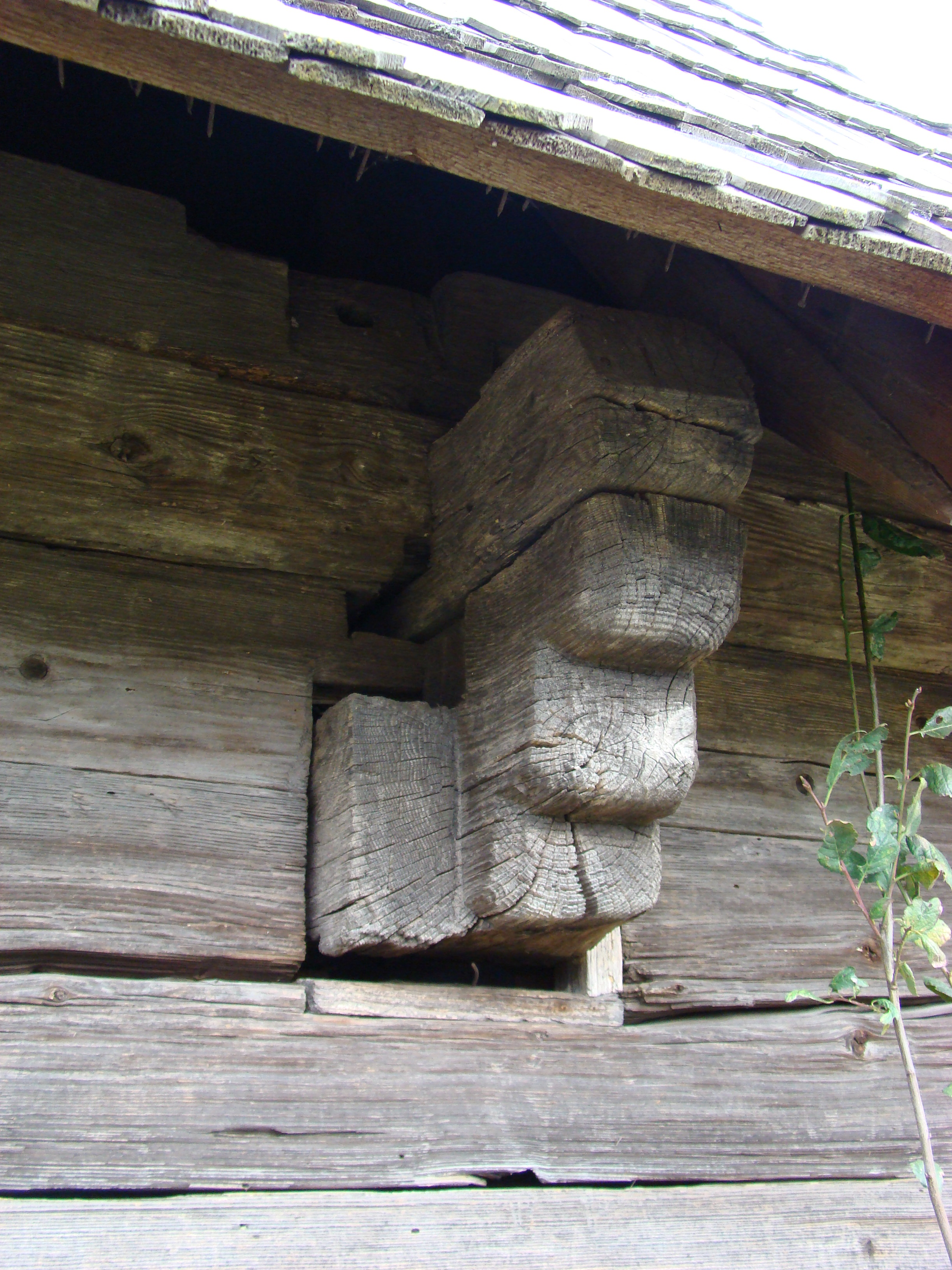
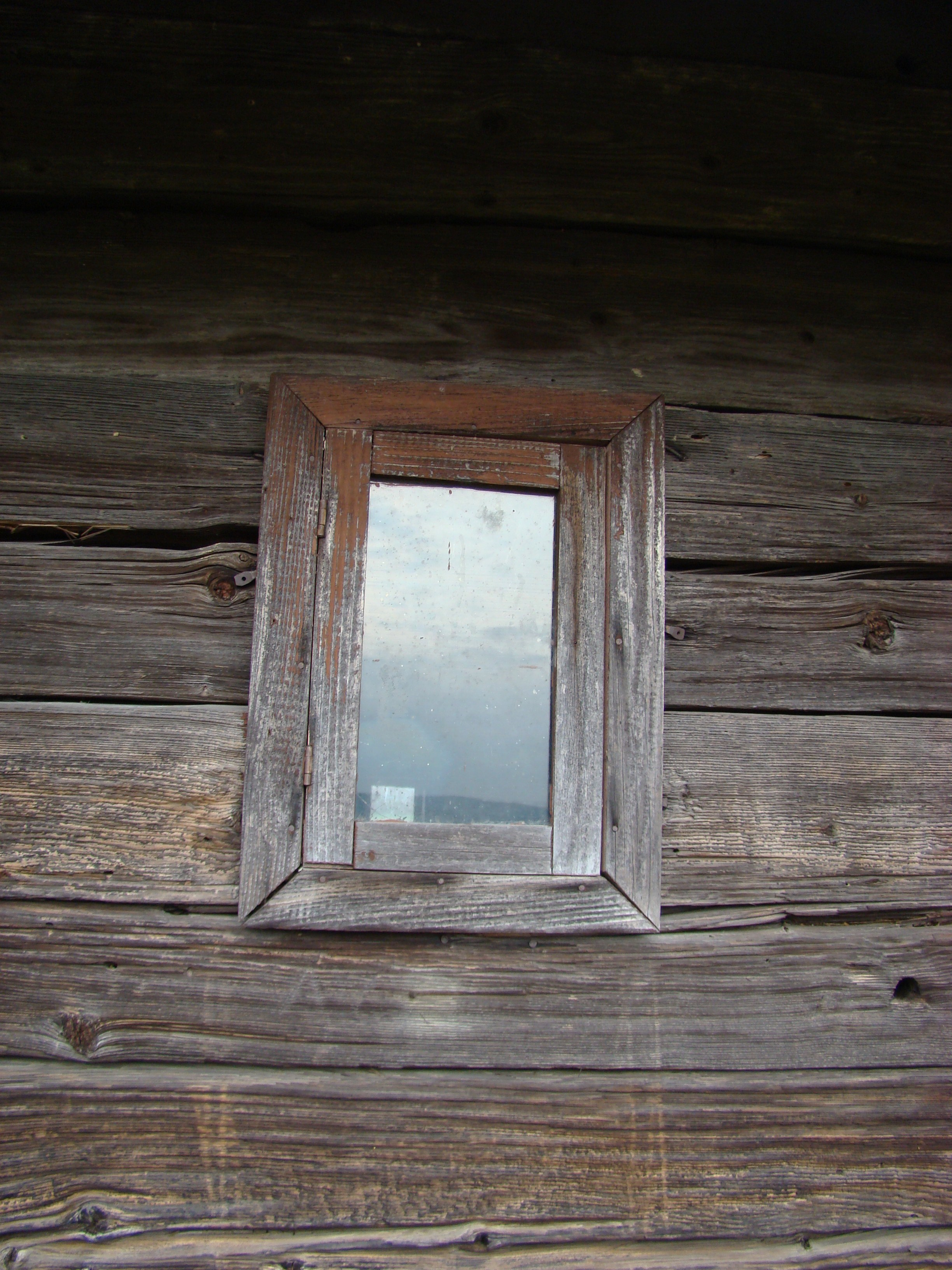
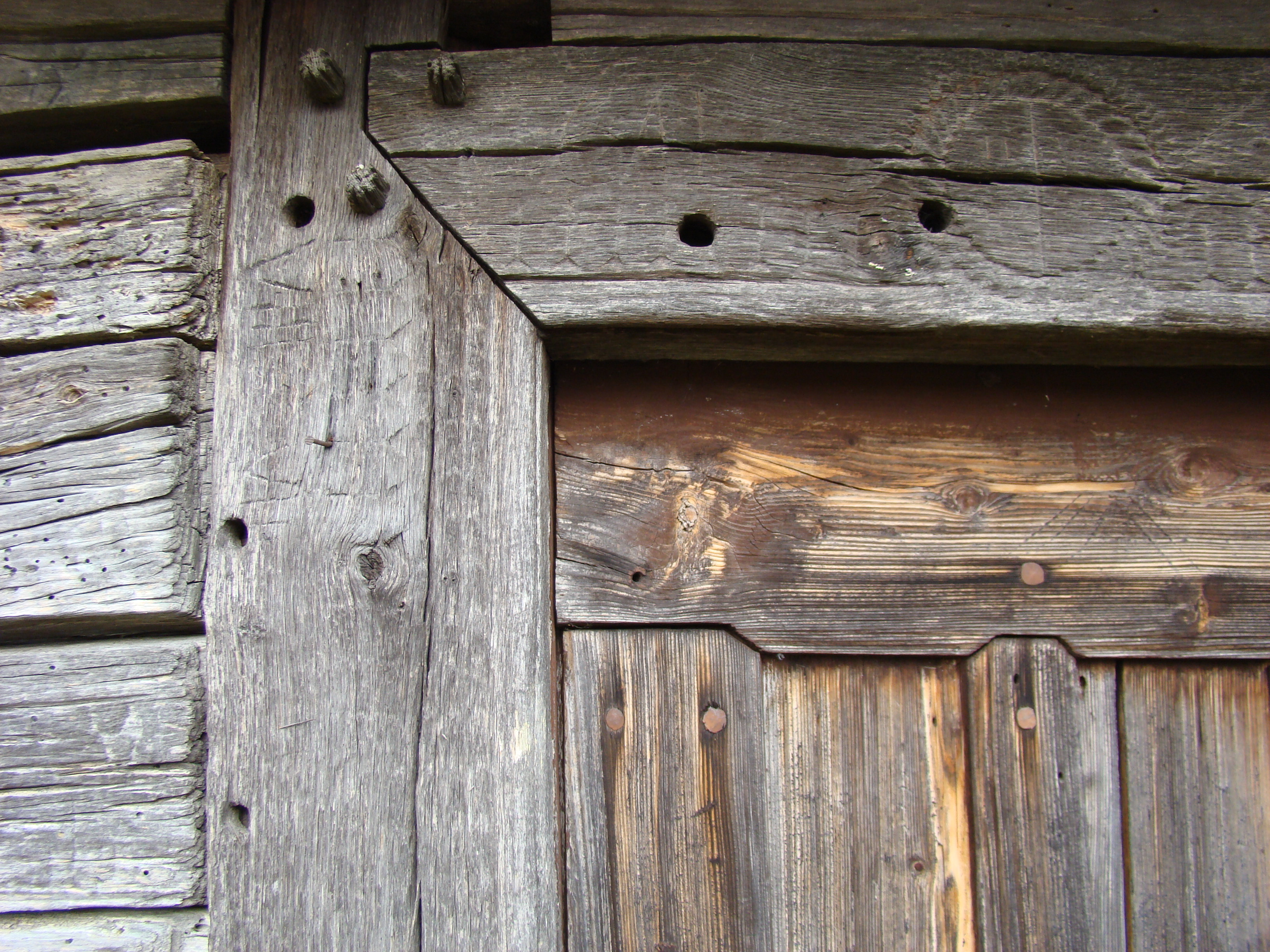
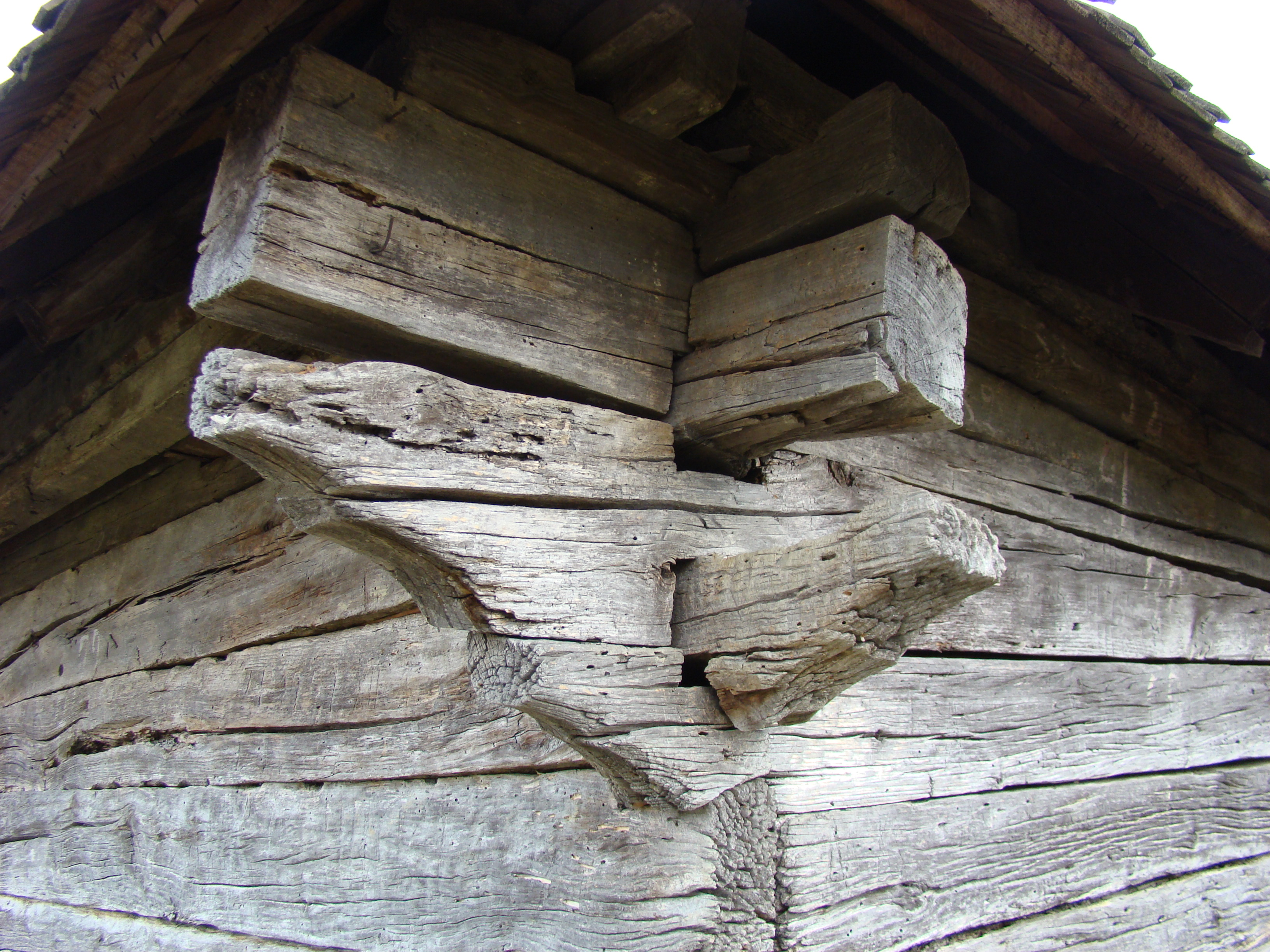
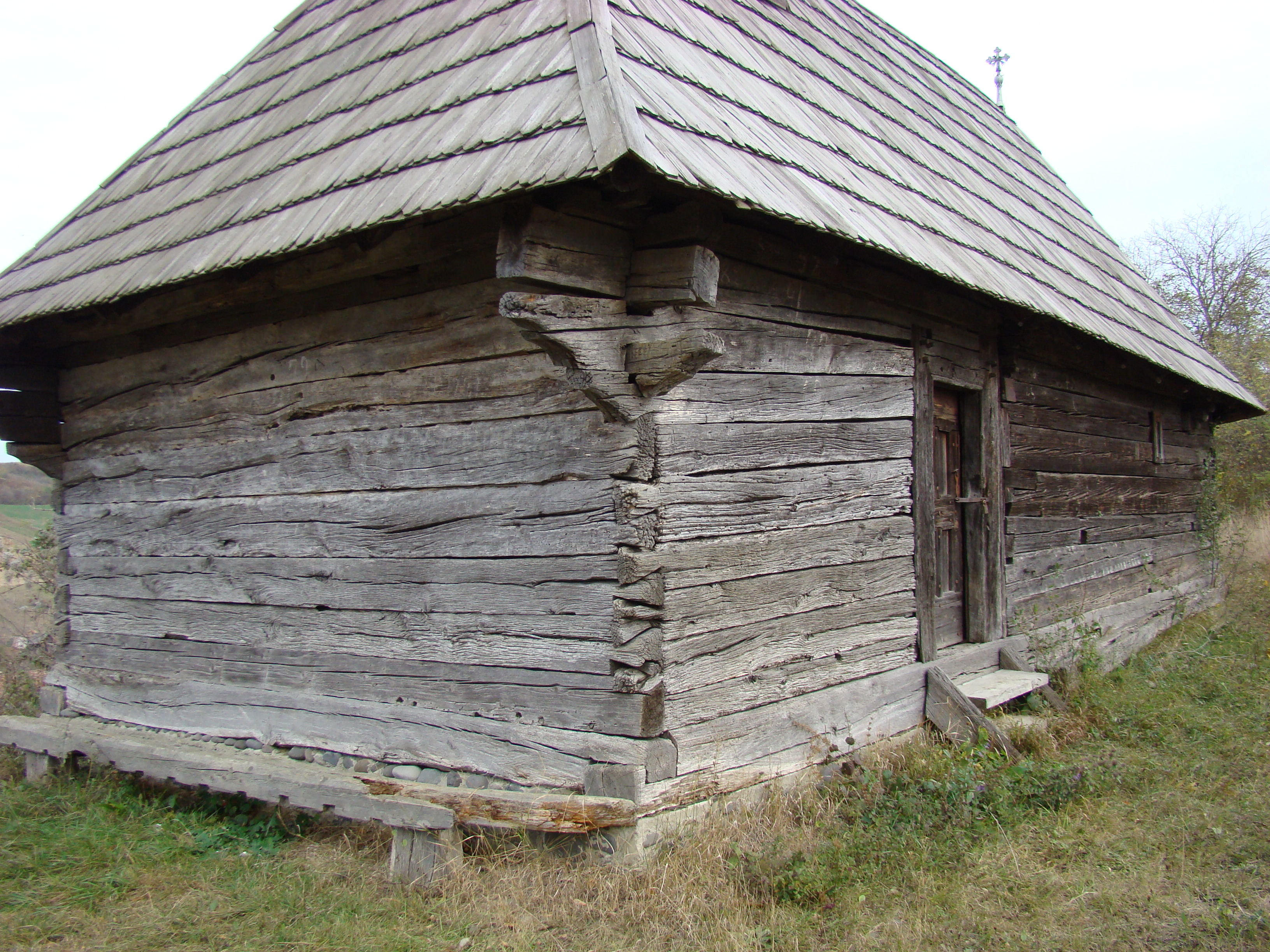
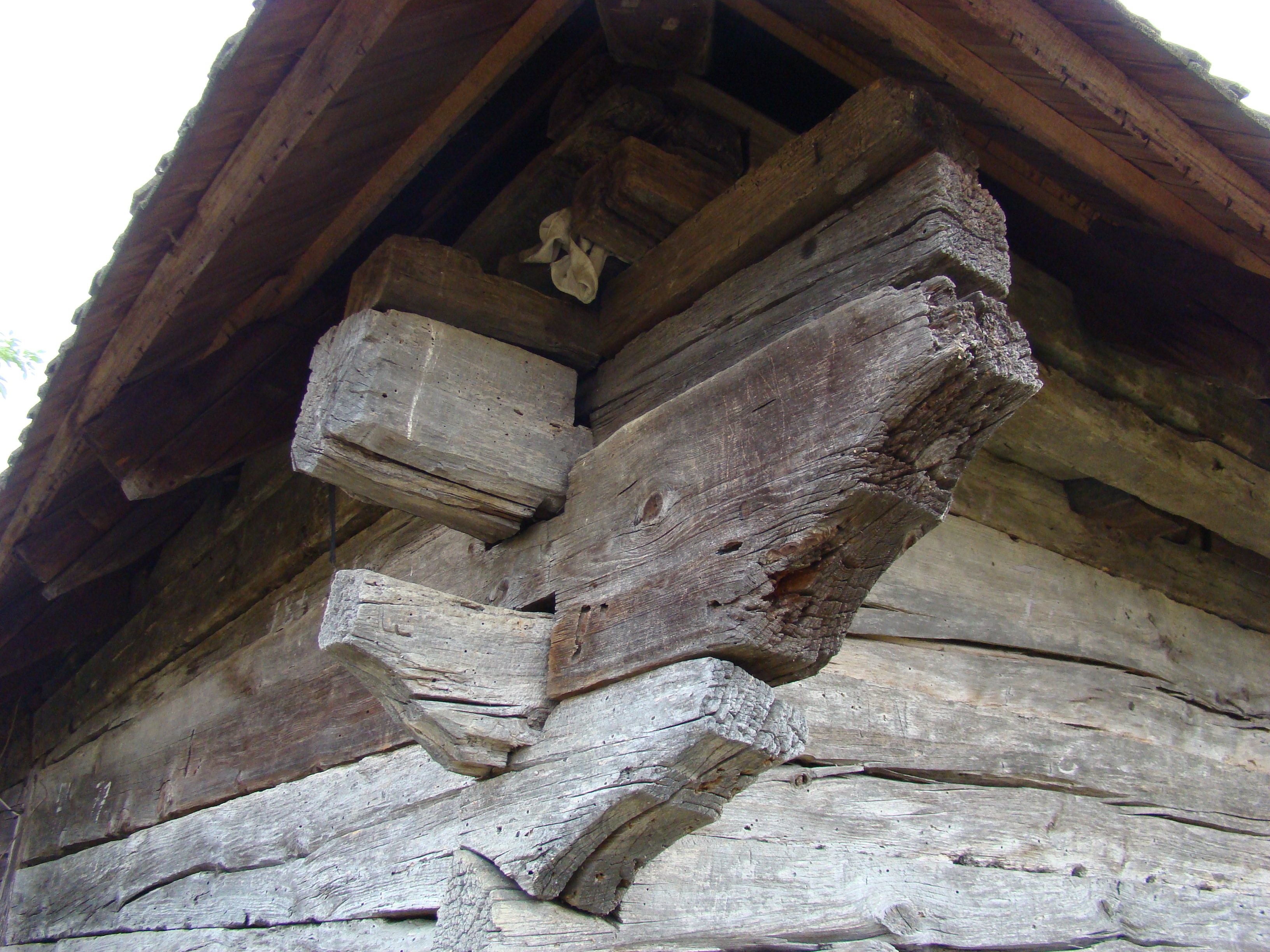
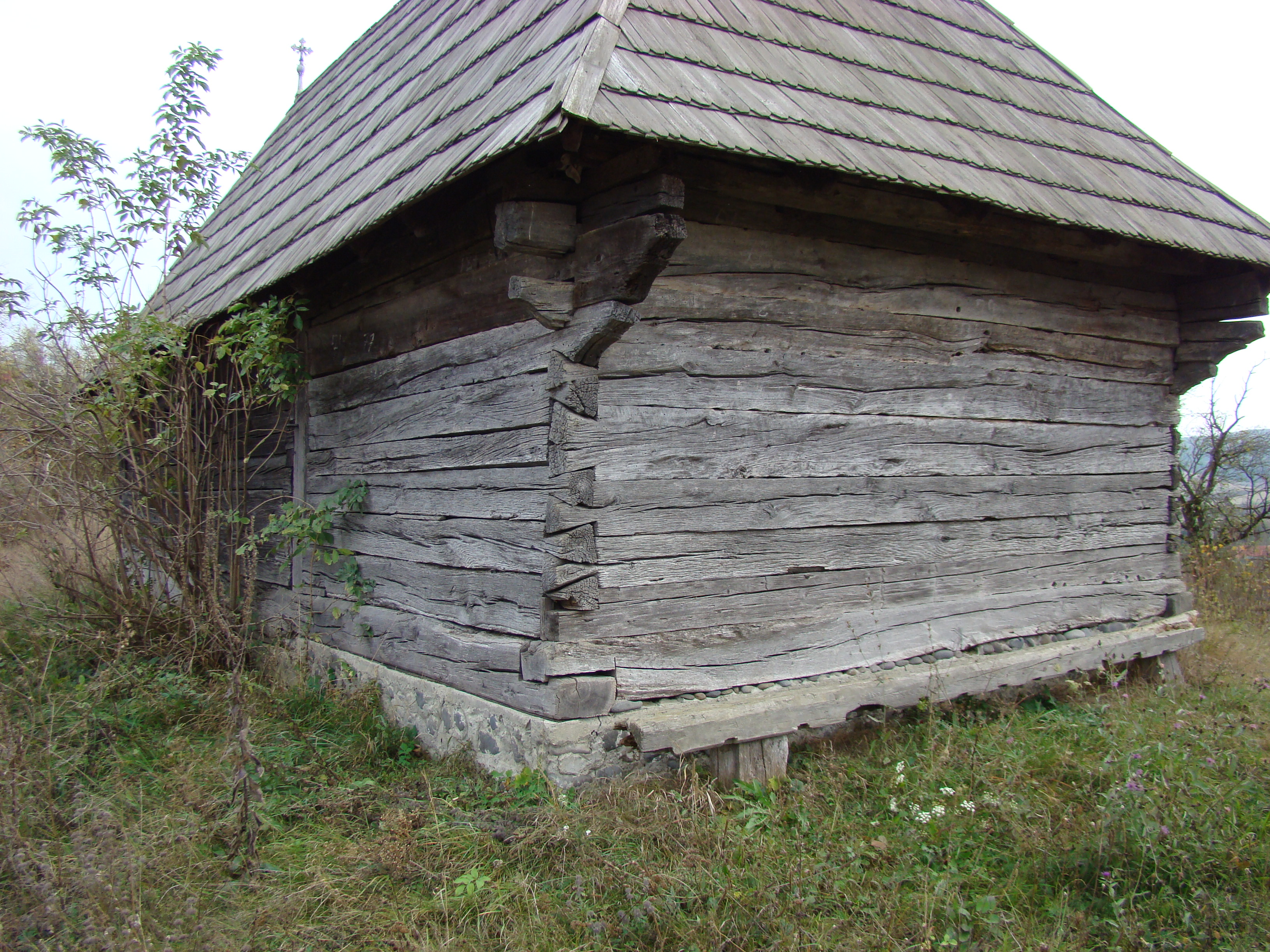
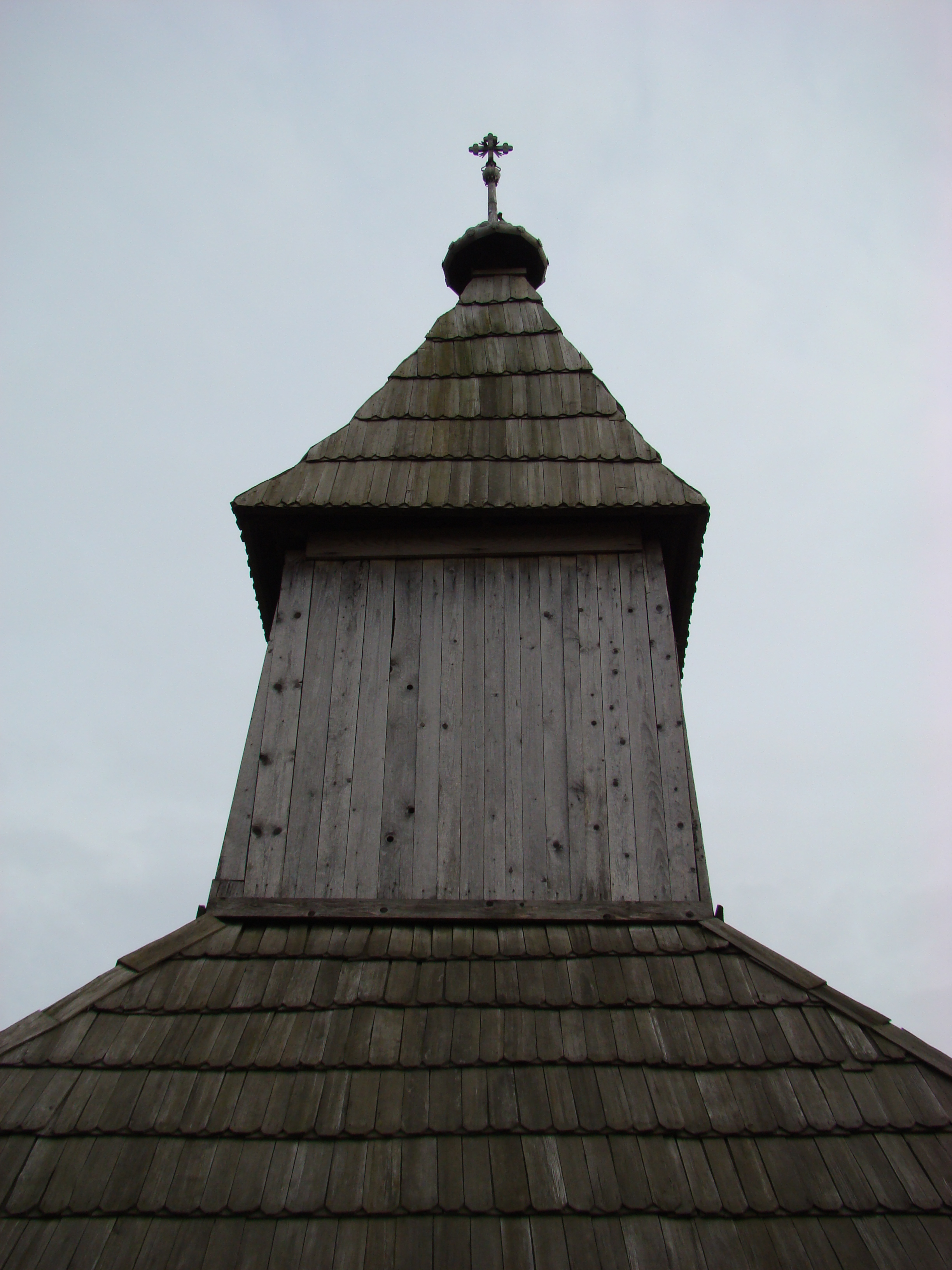
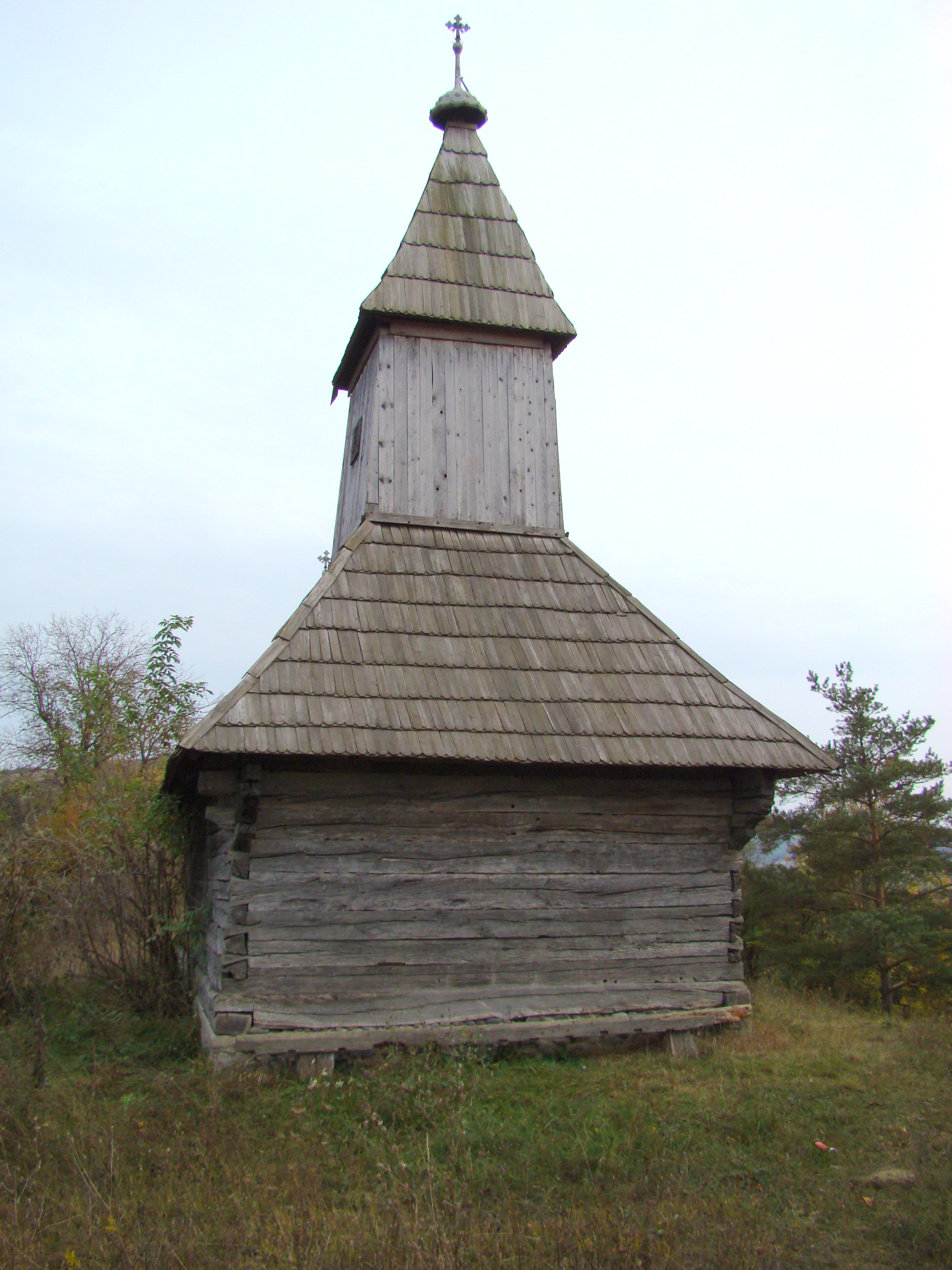
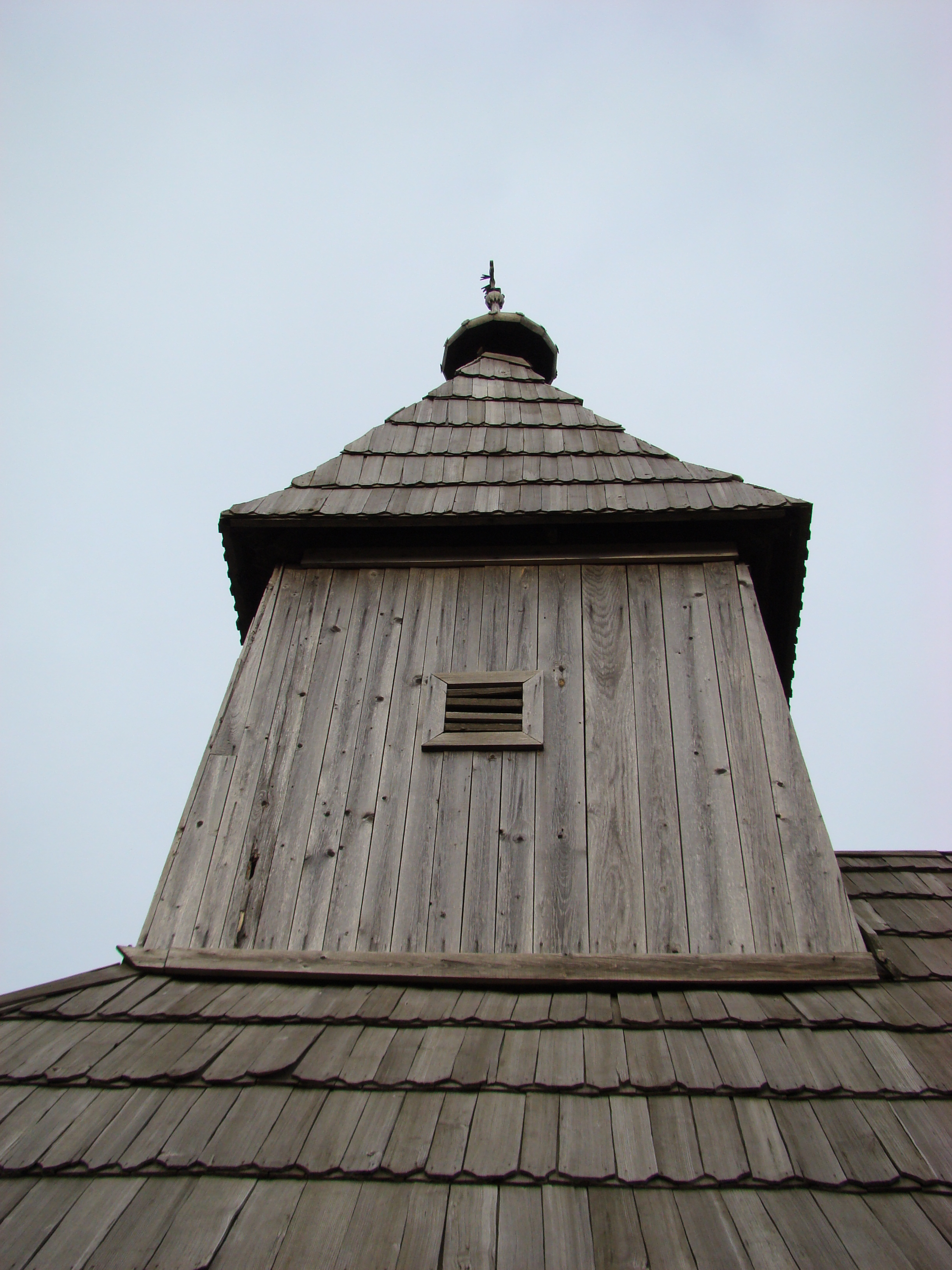
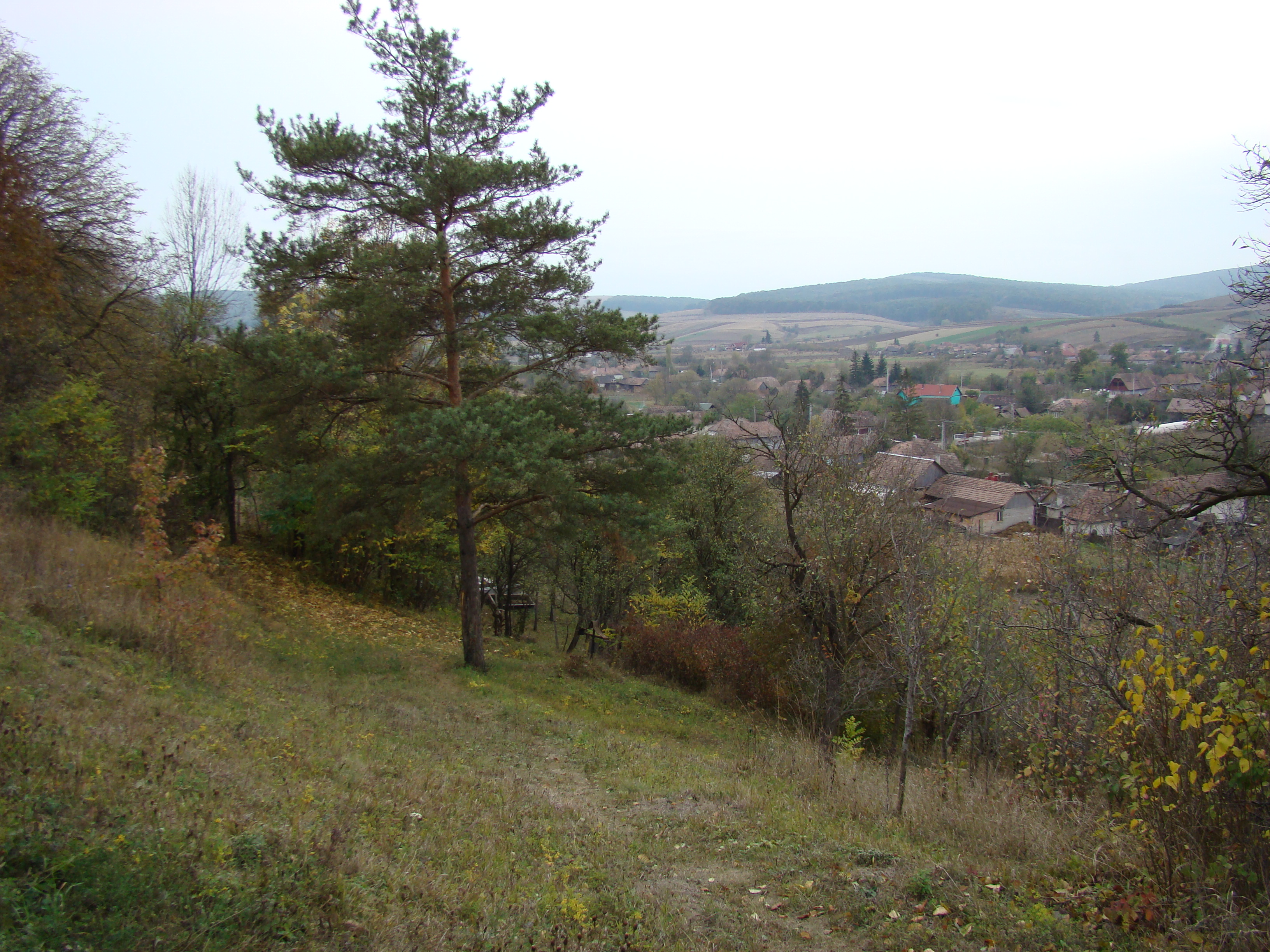
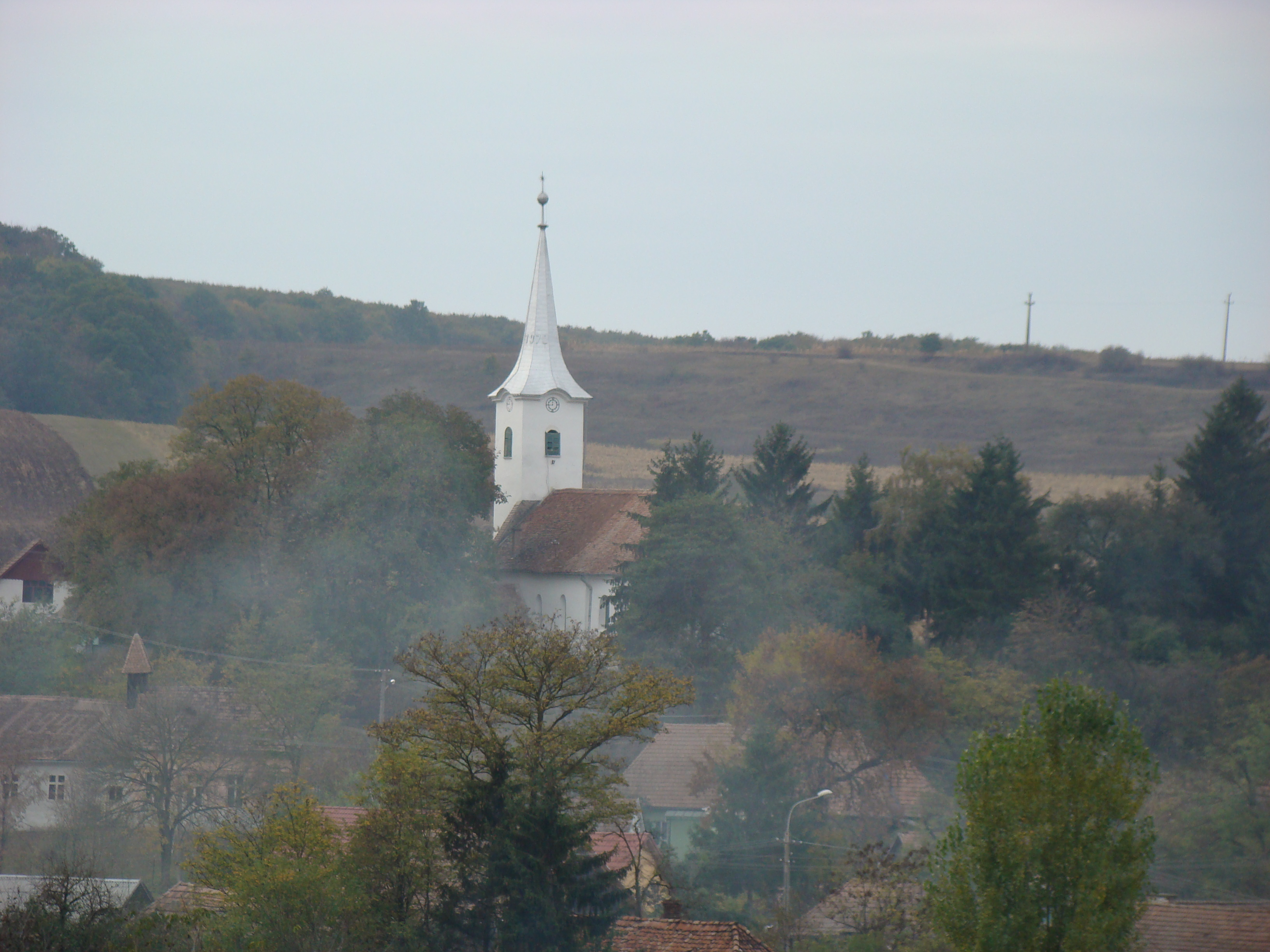
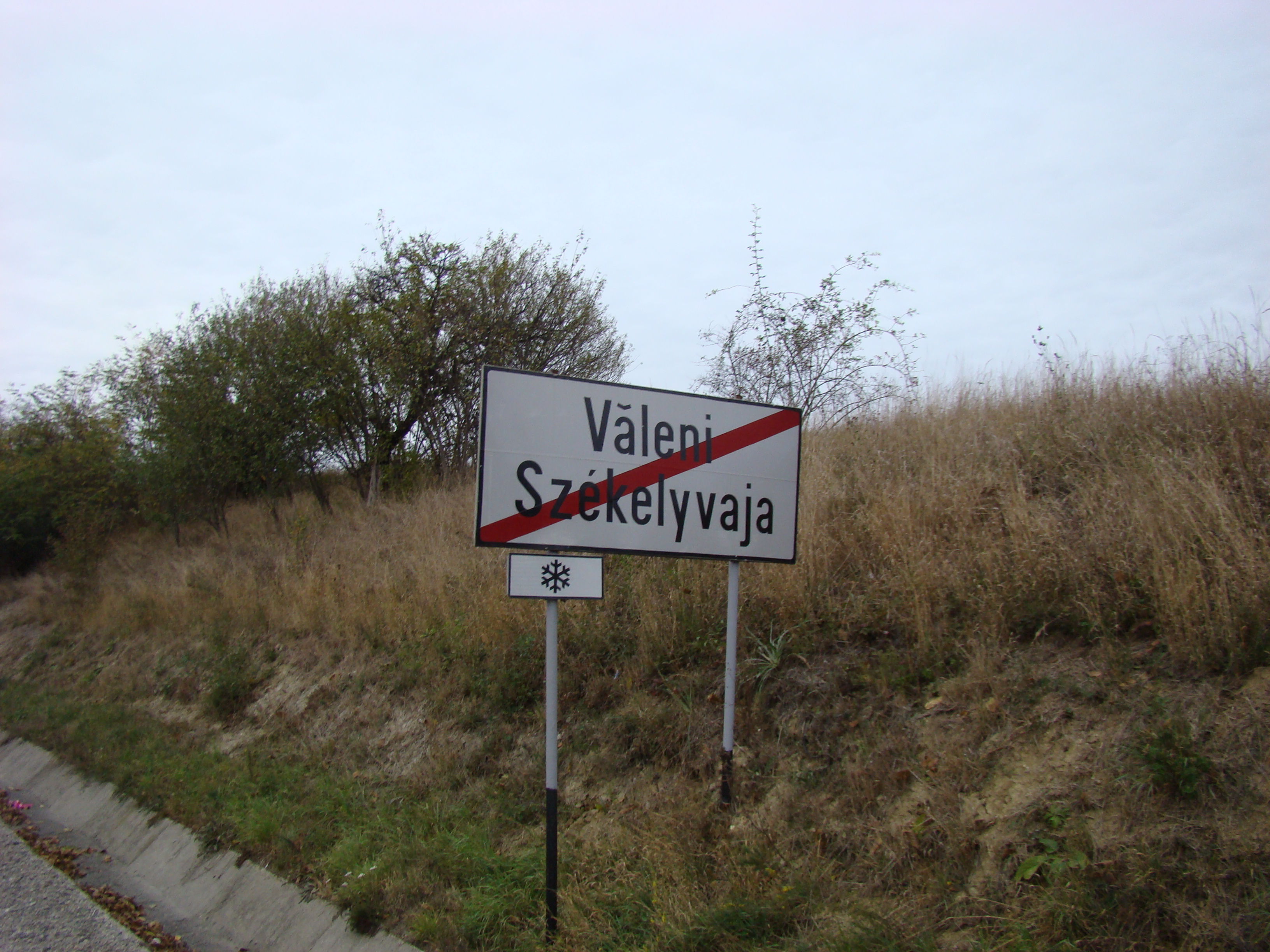

## Imagini din interior

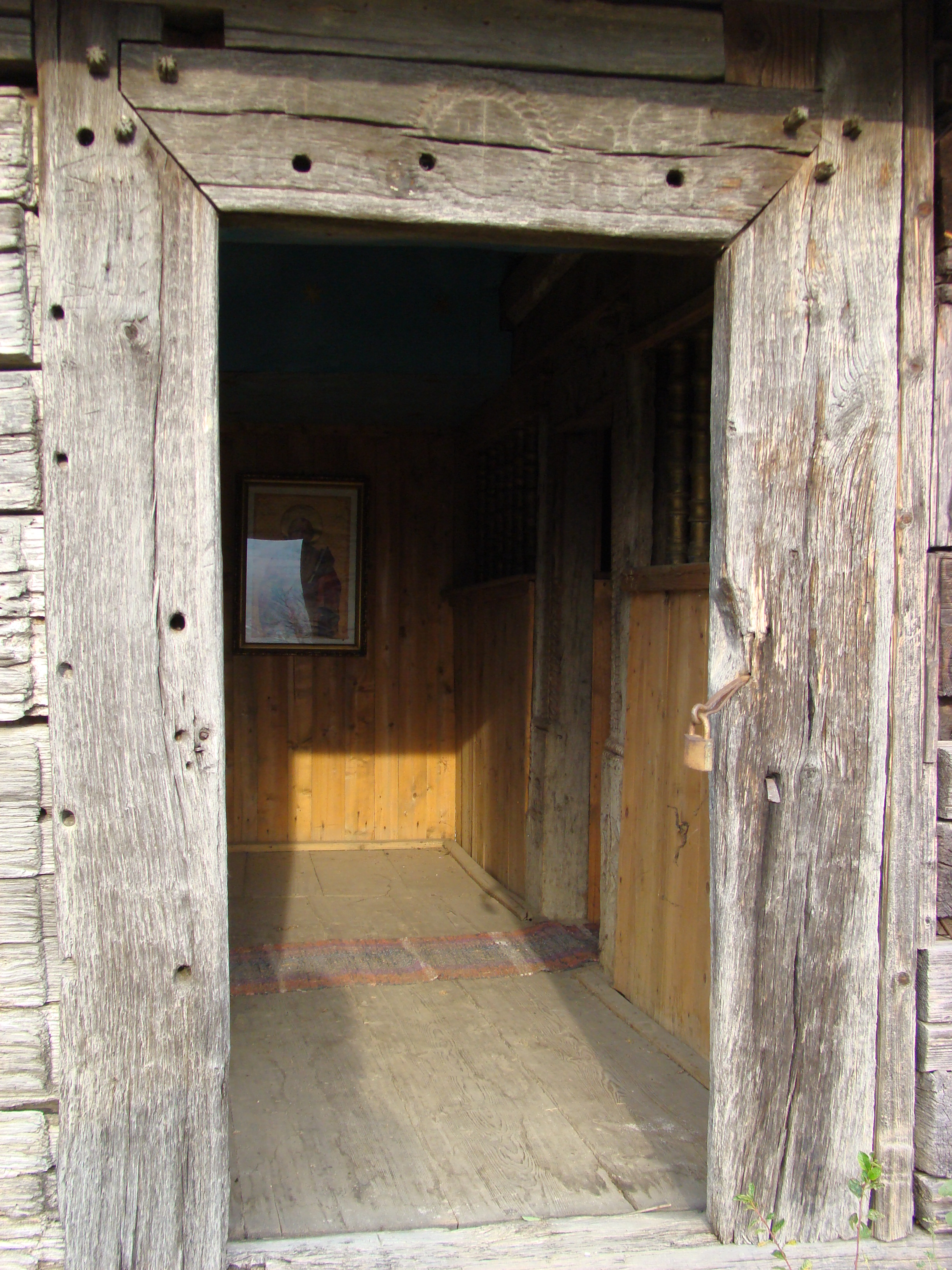
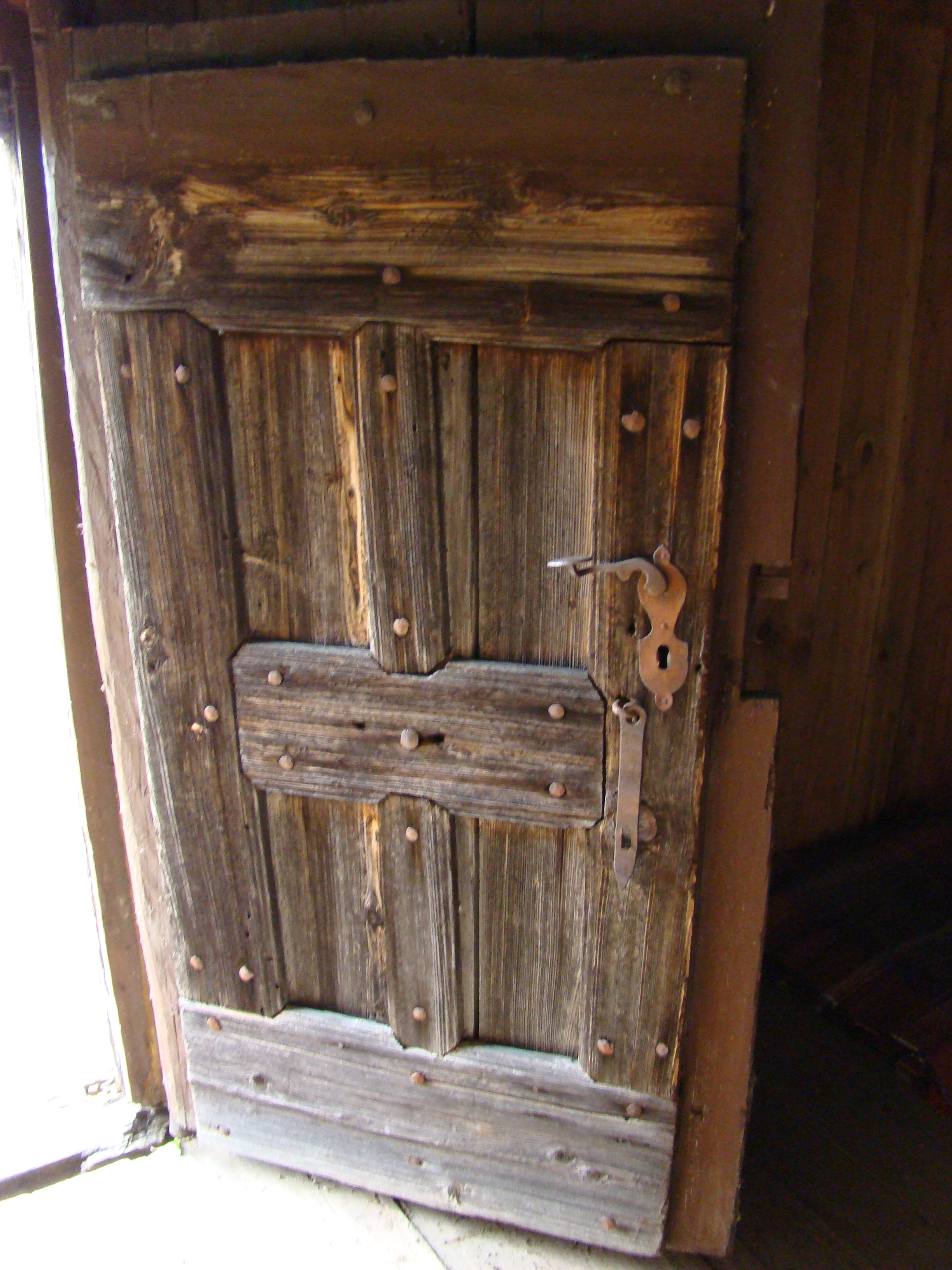
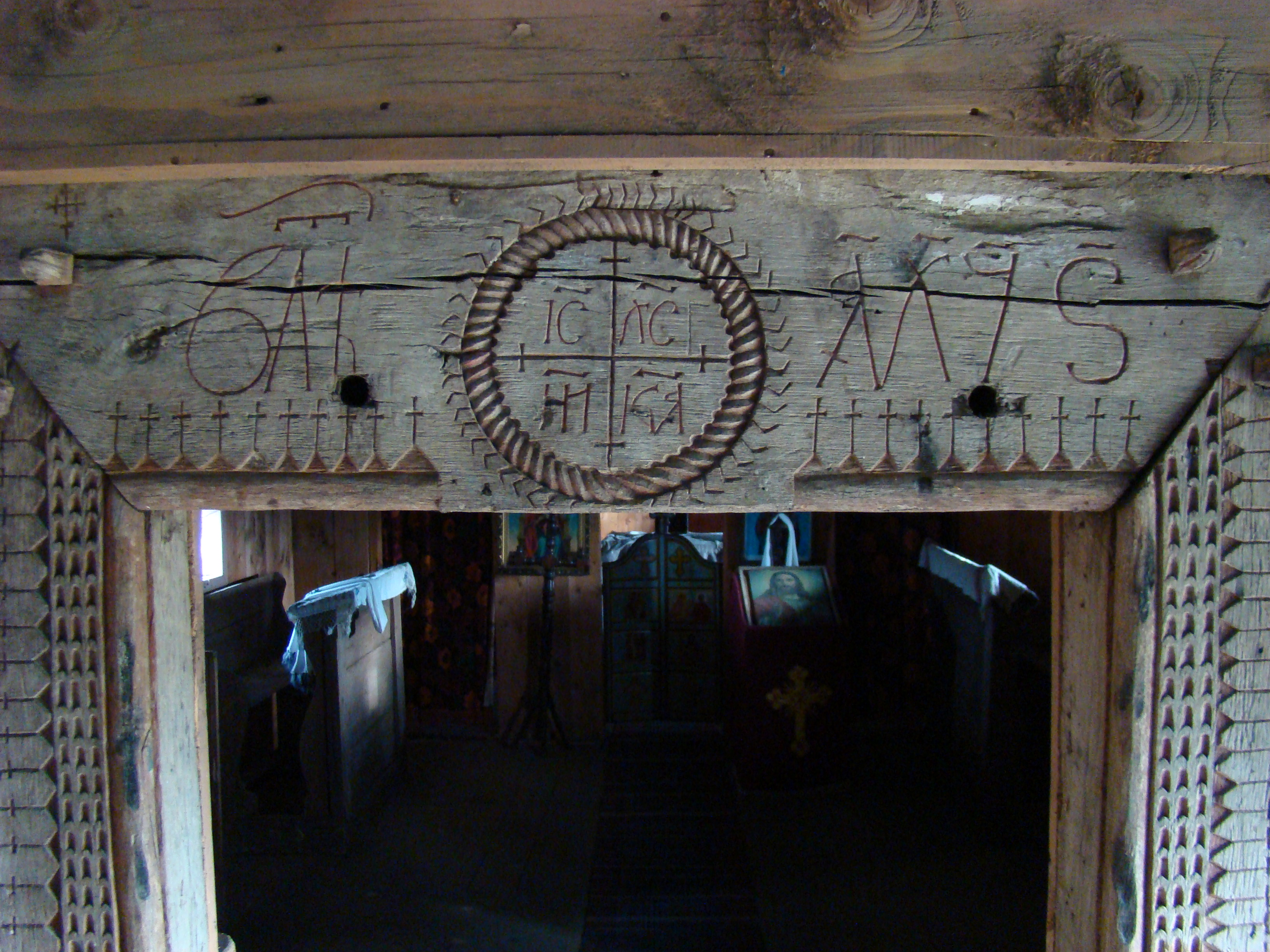
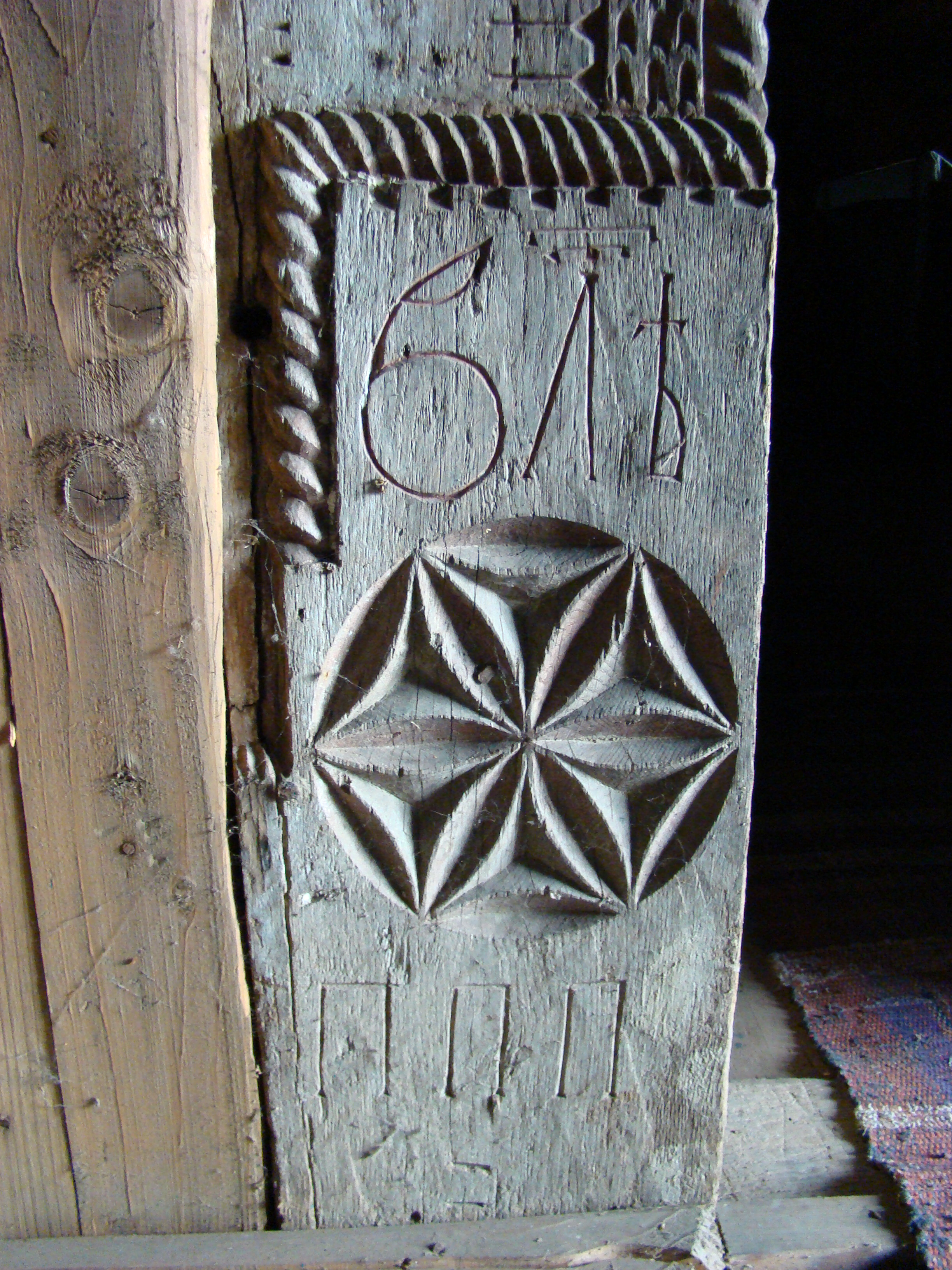
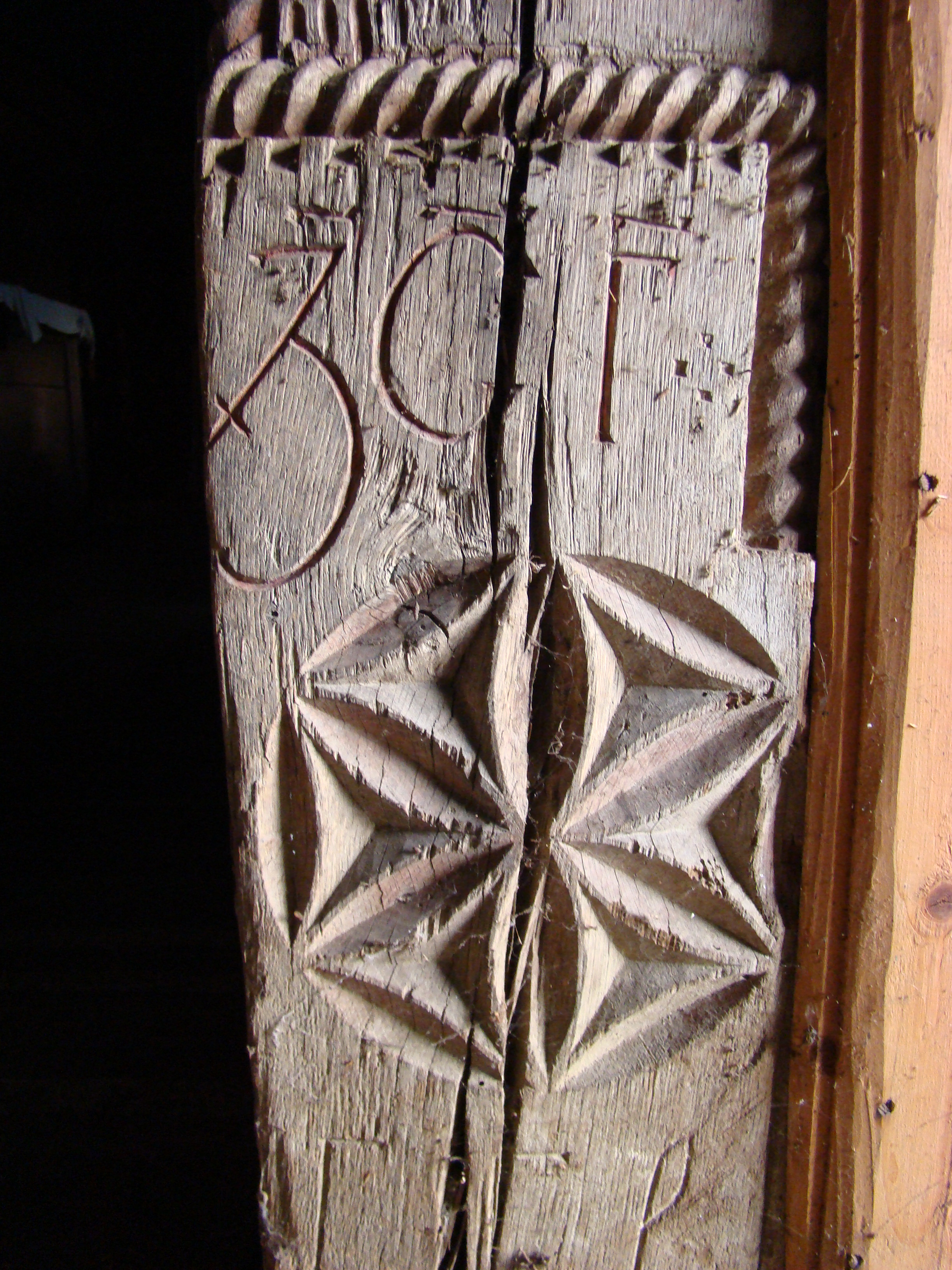
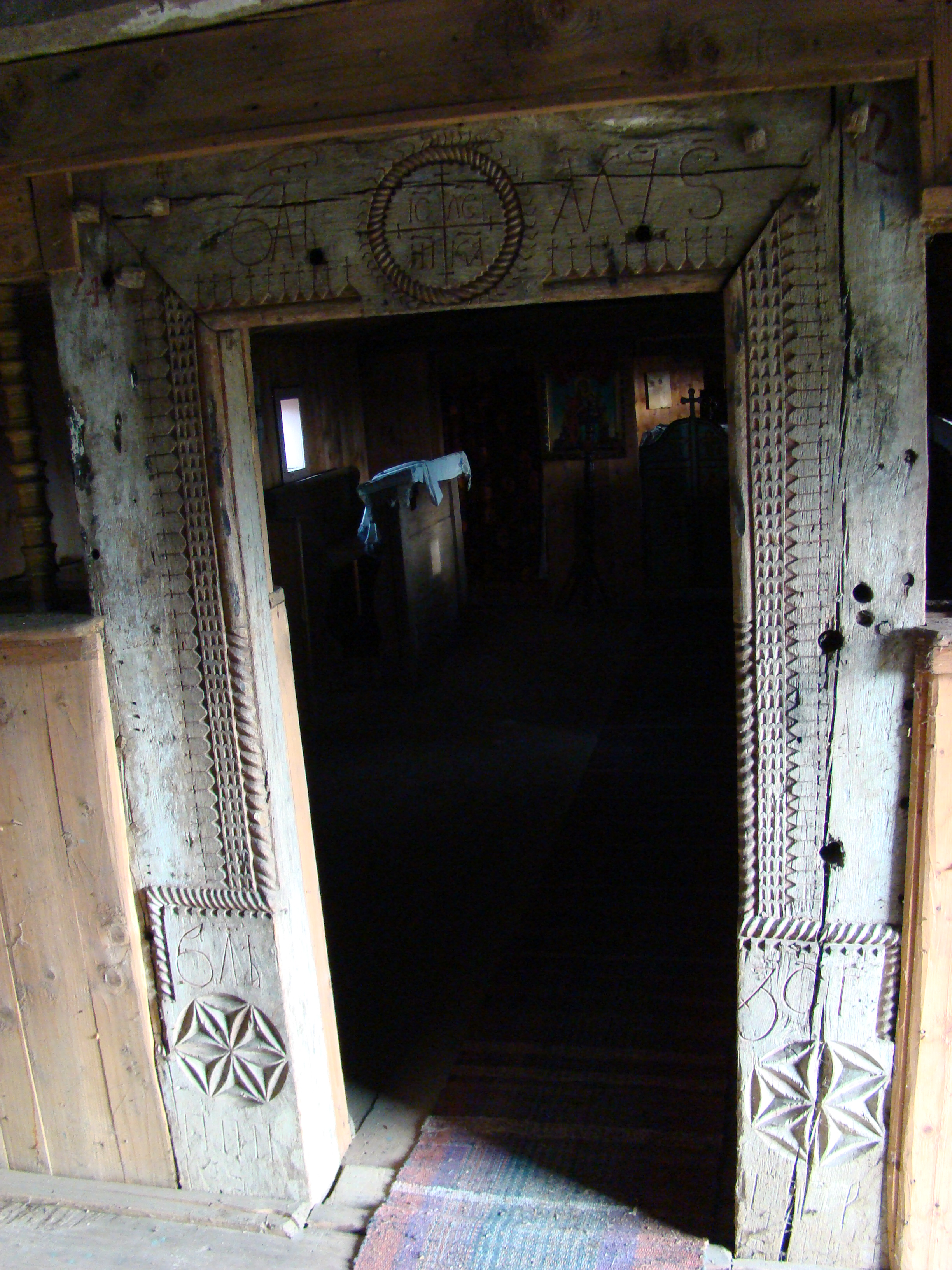
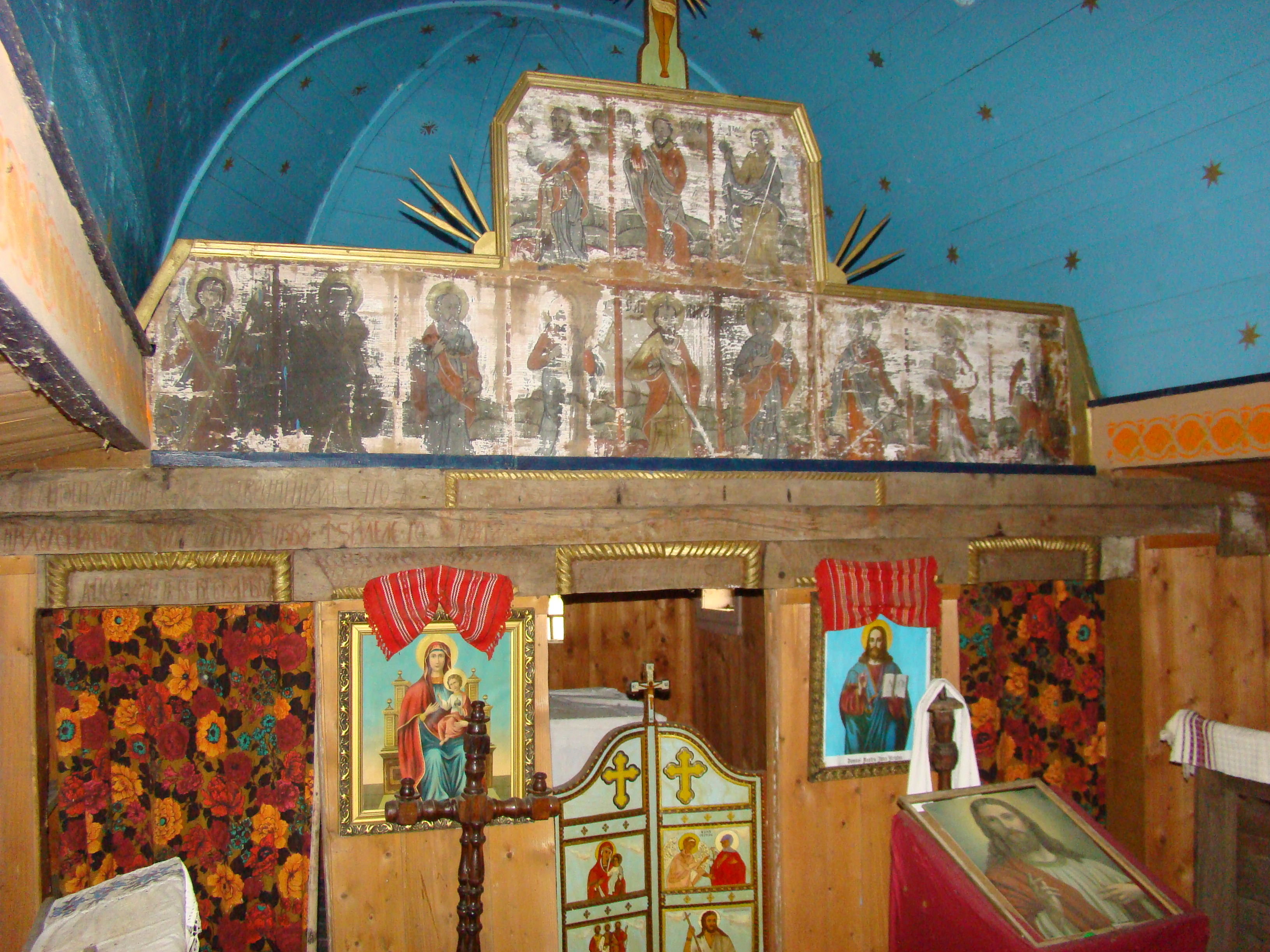
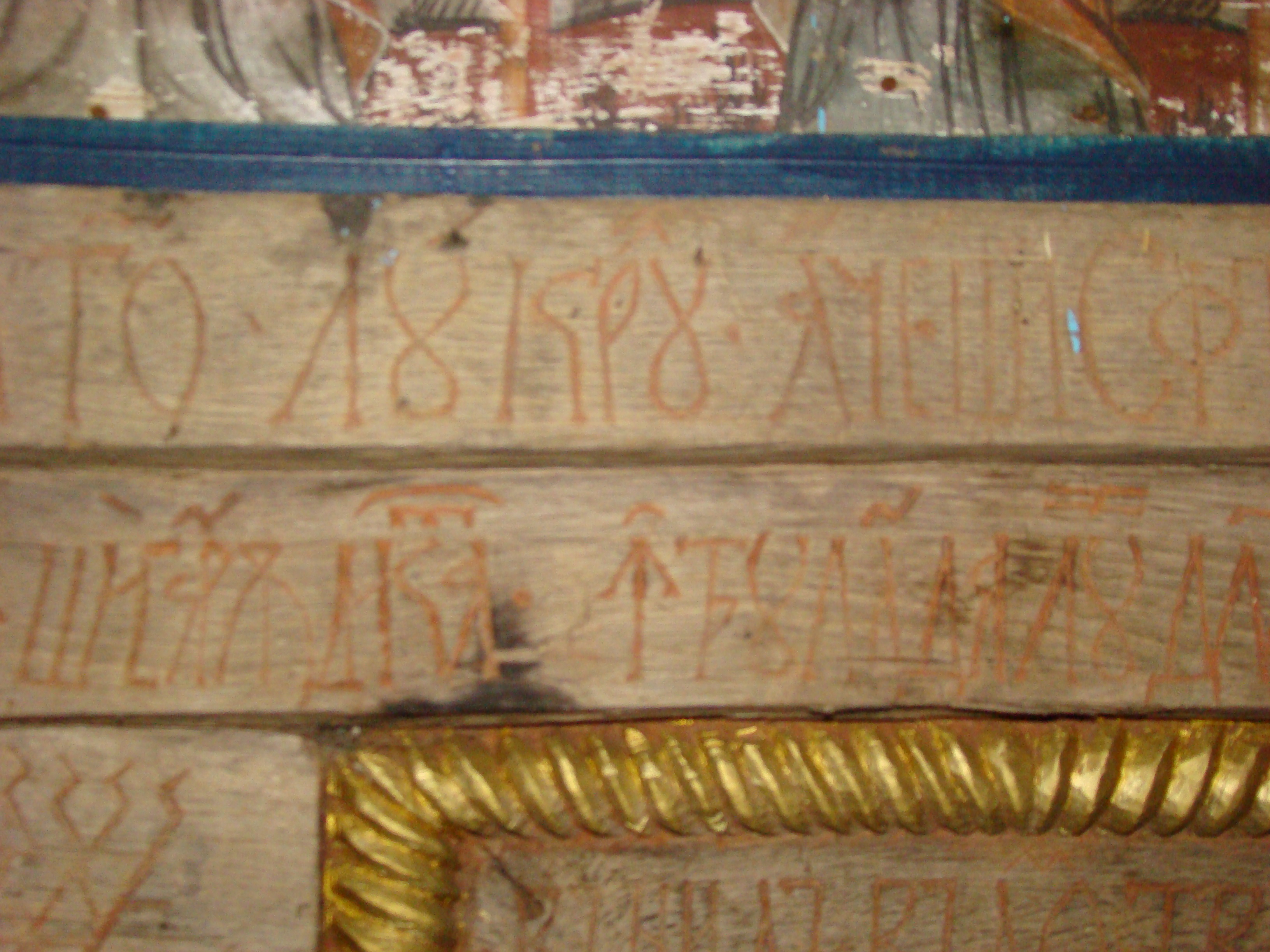
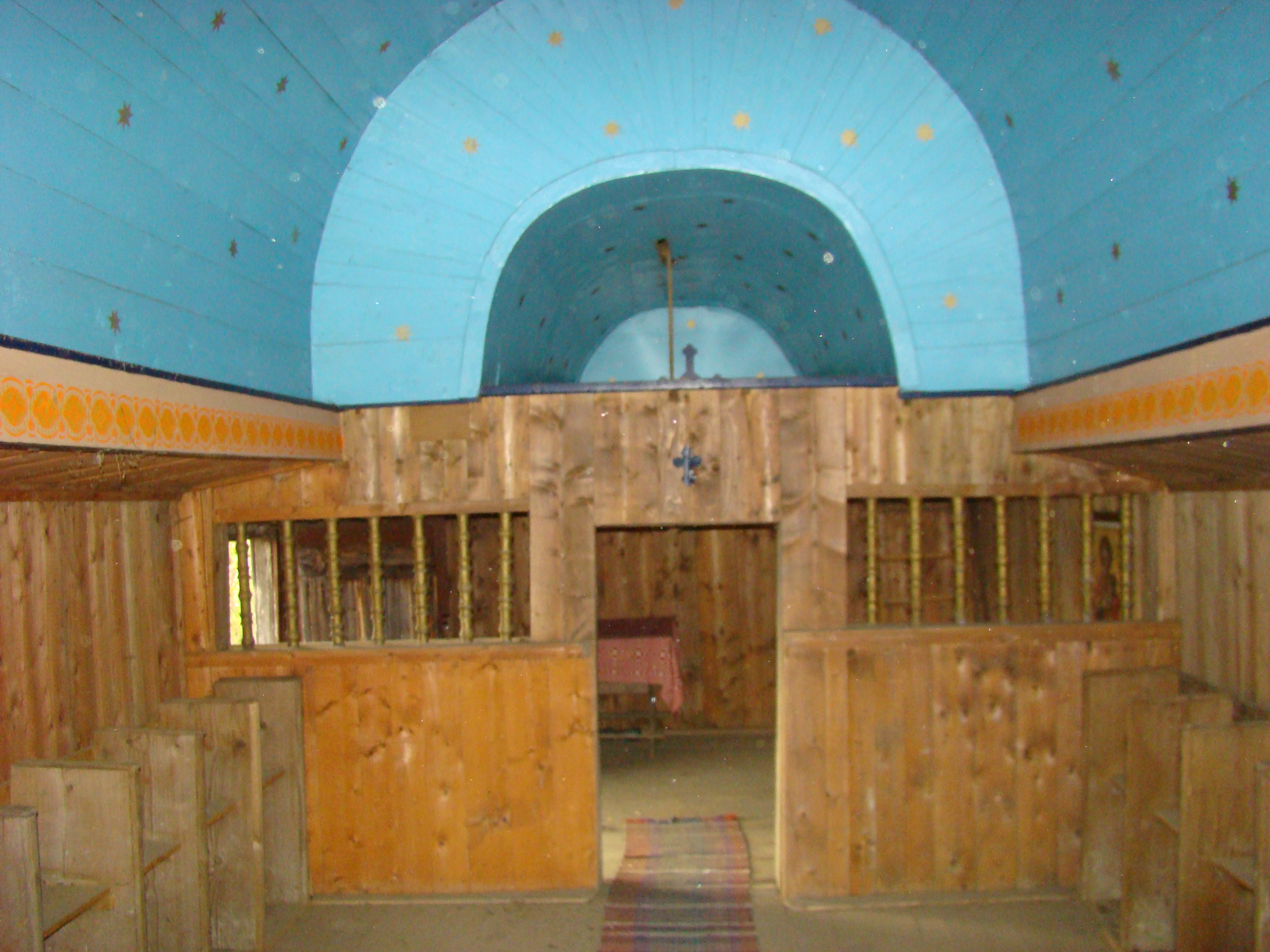
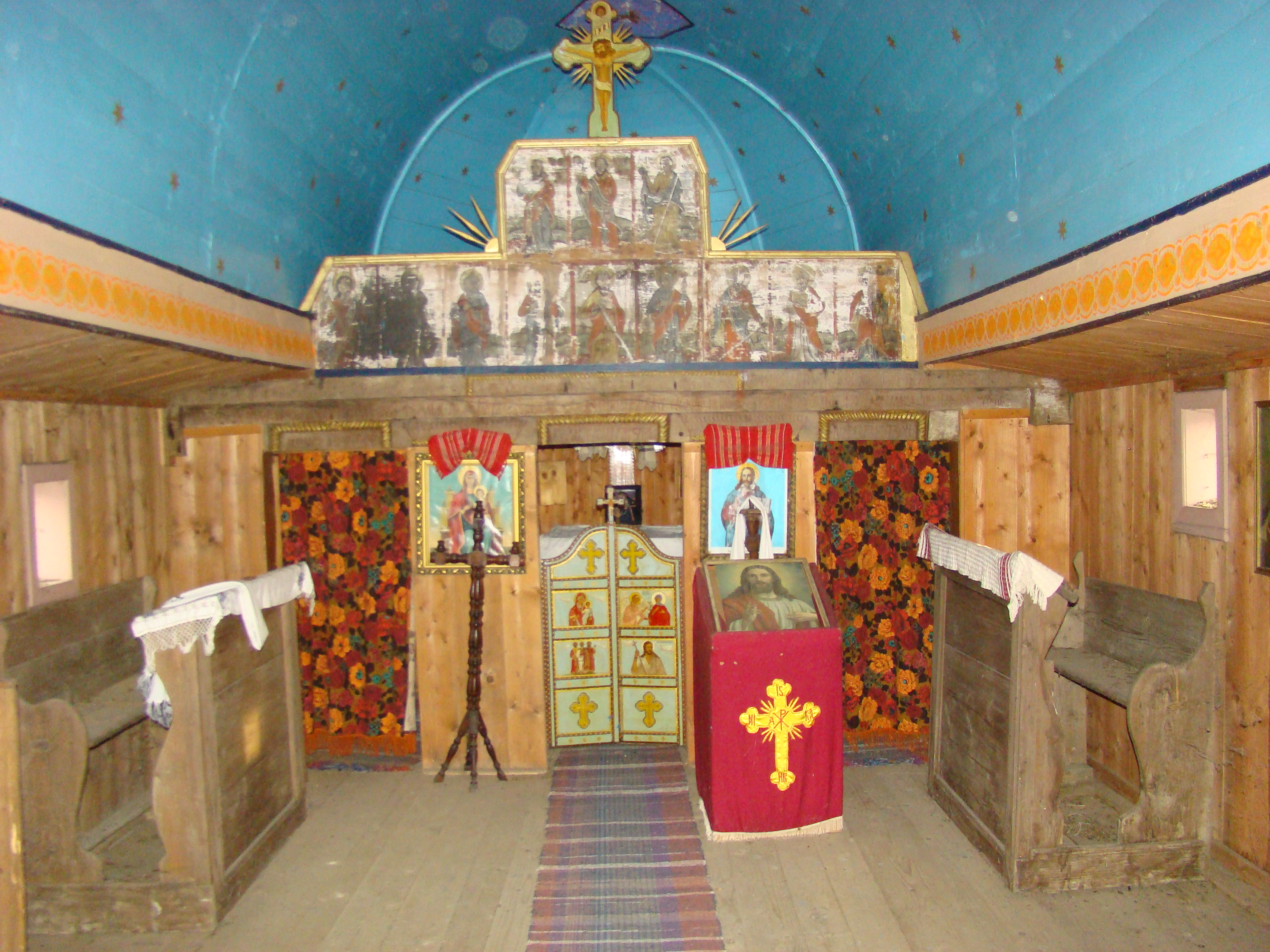
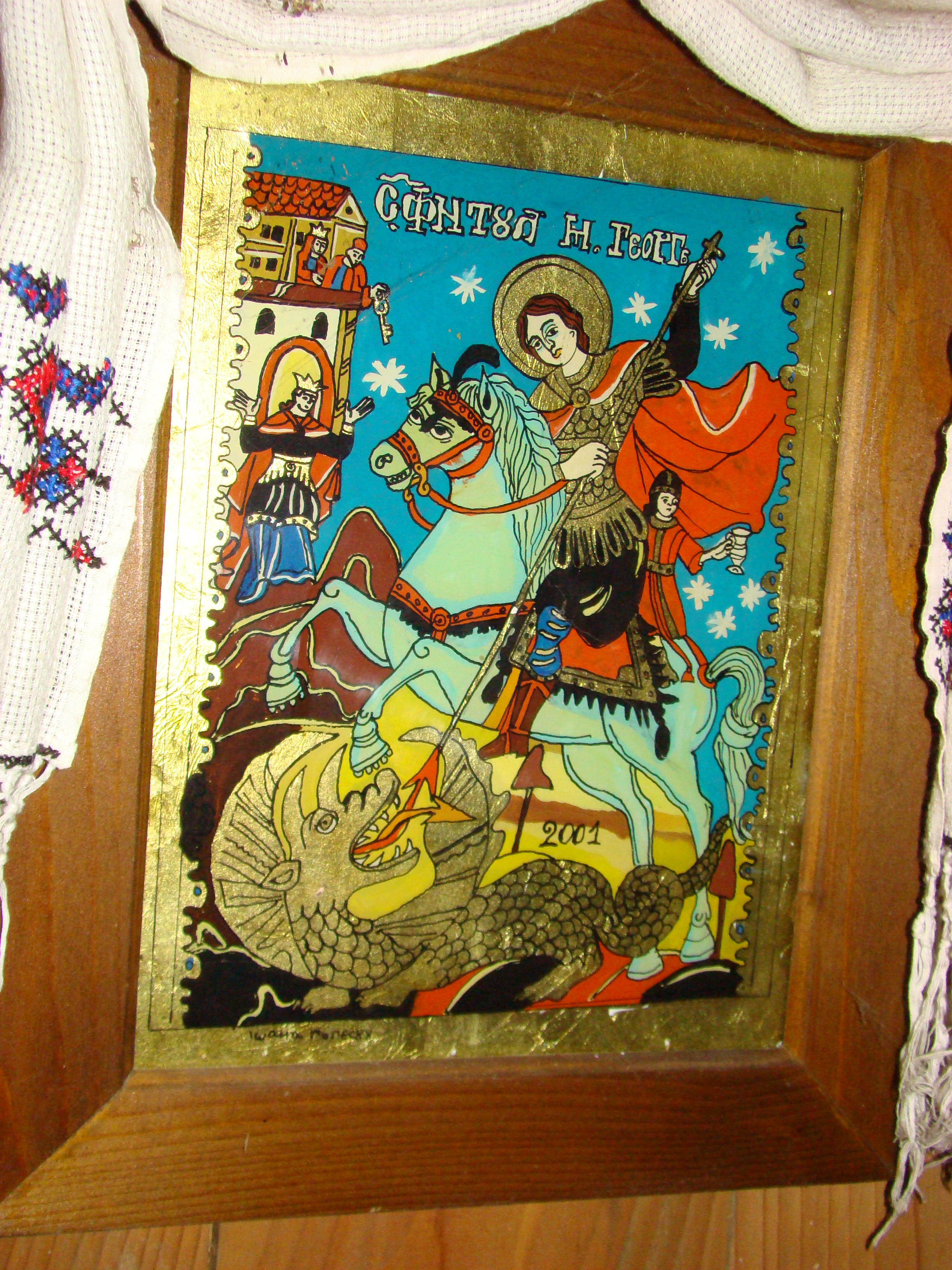
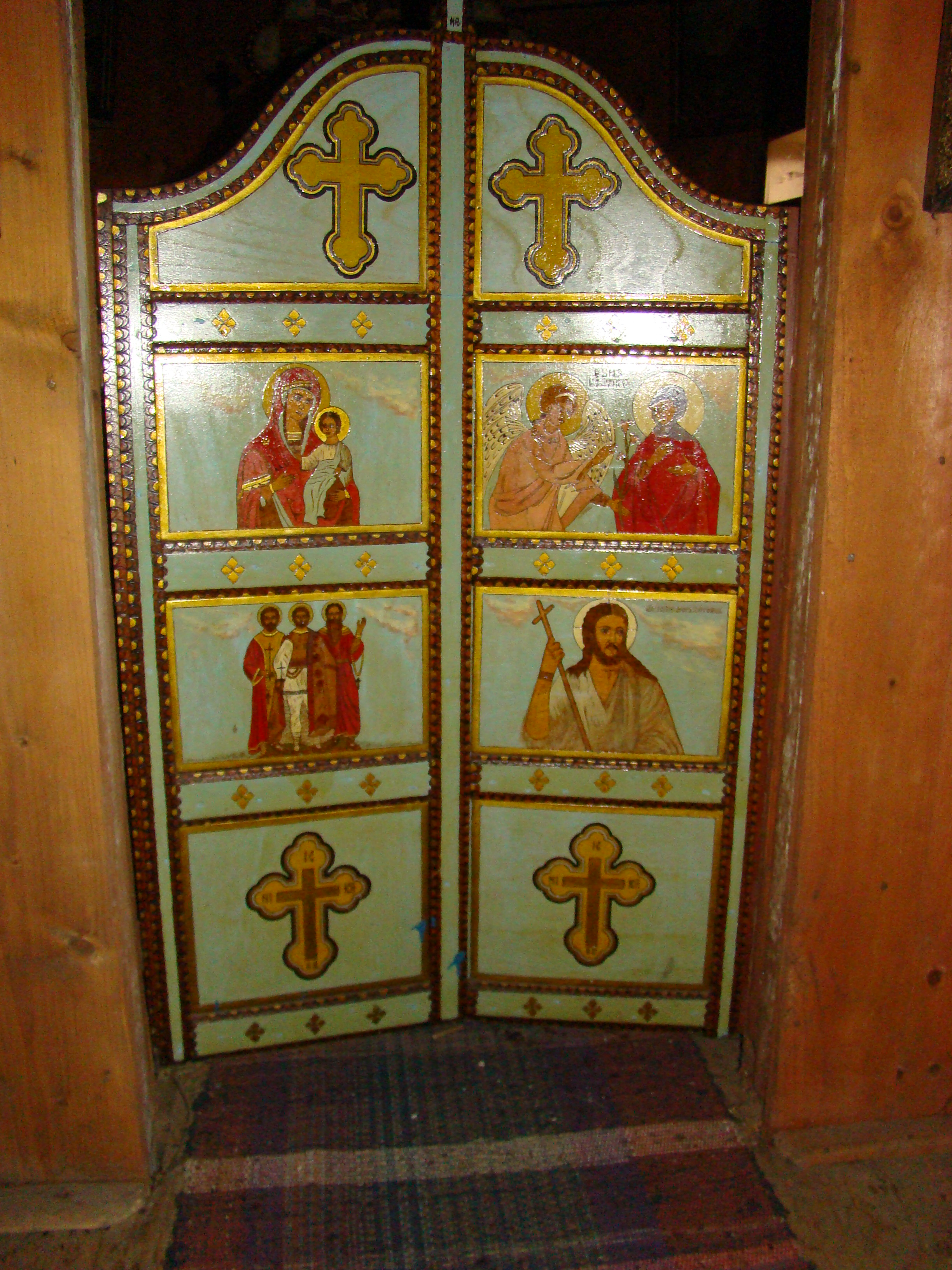
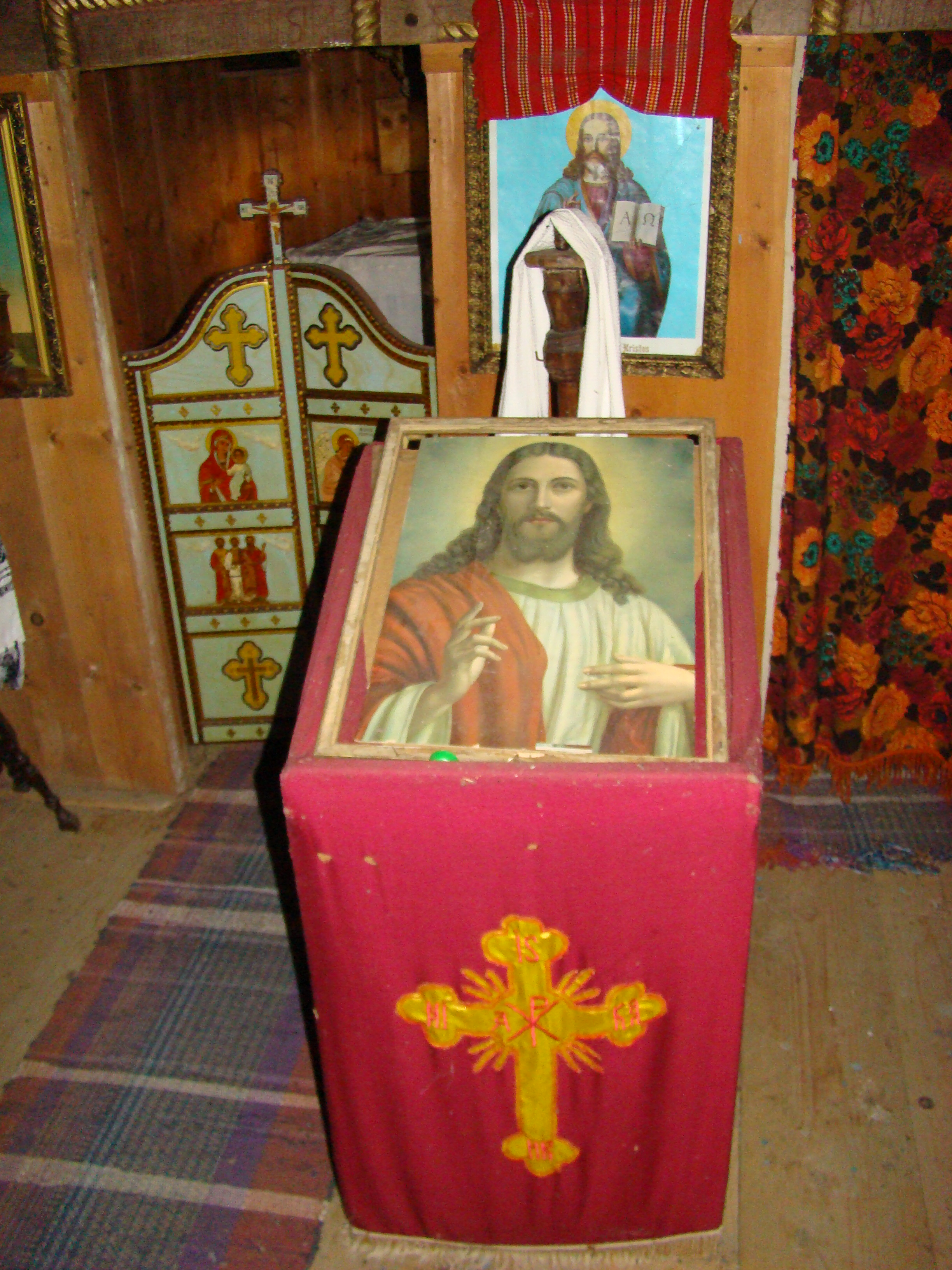
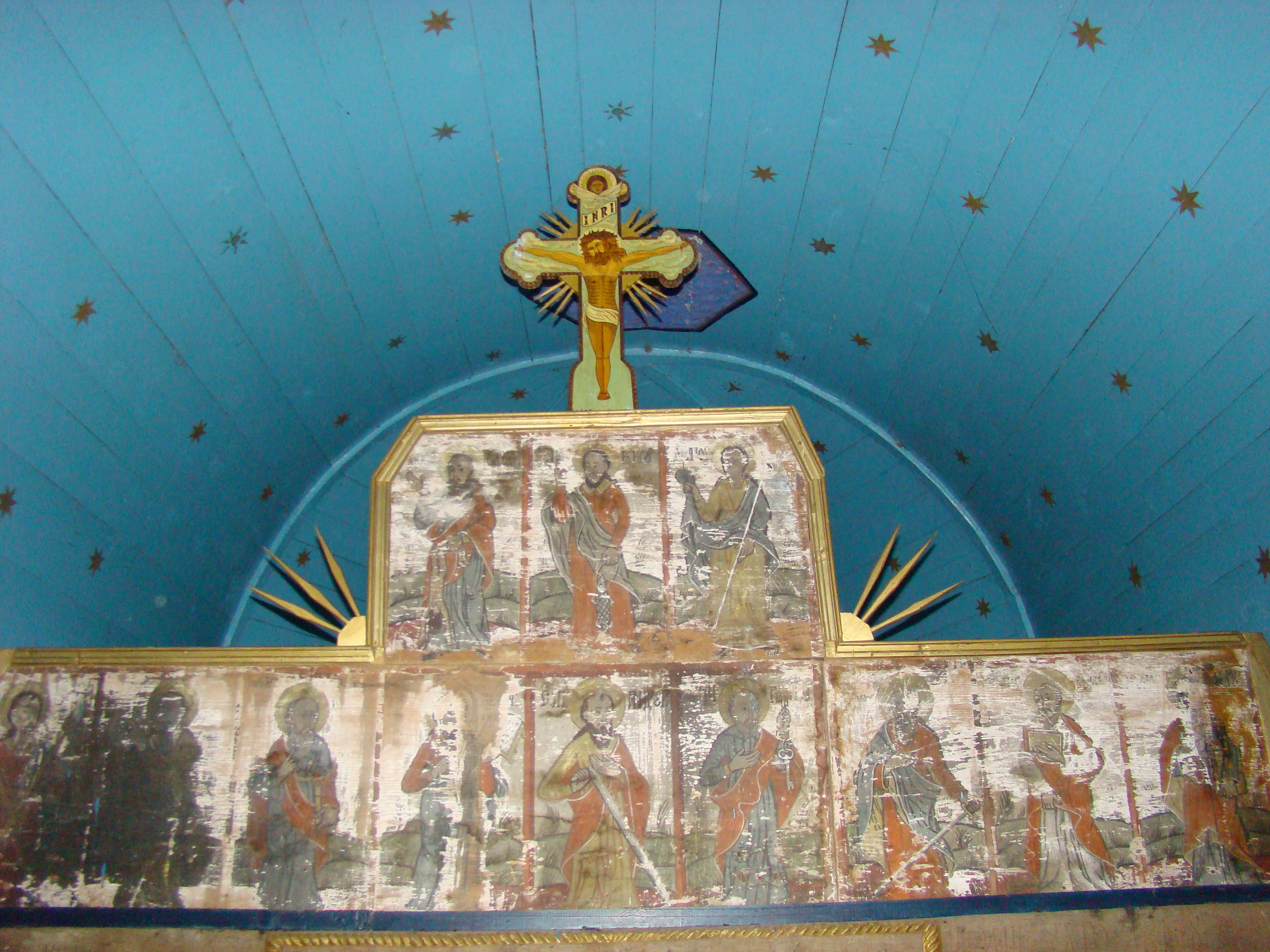
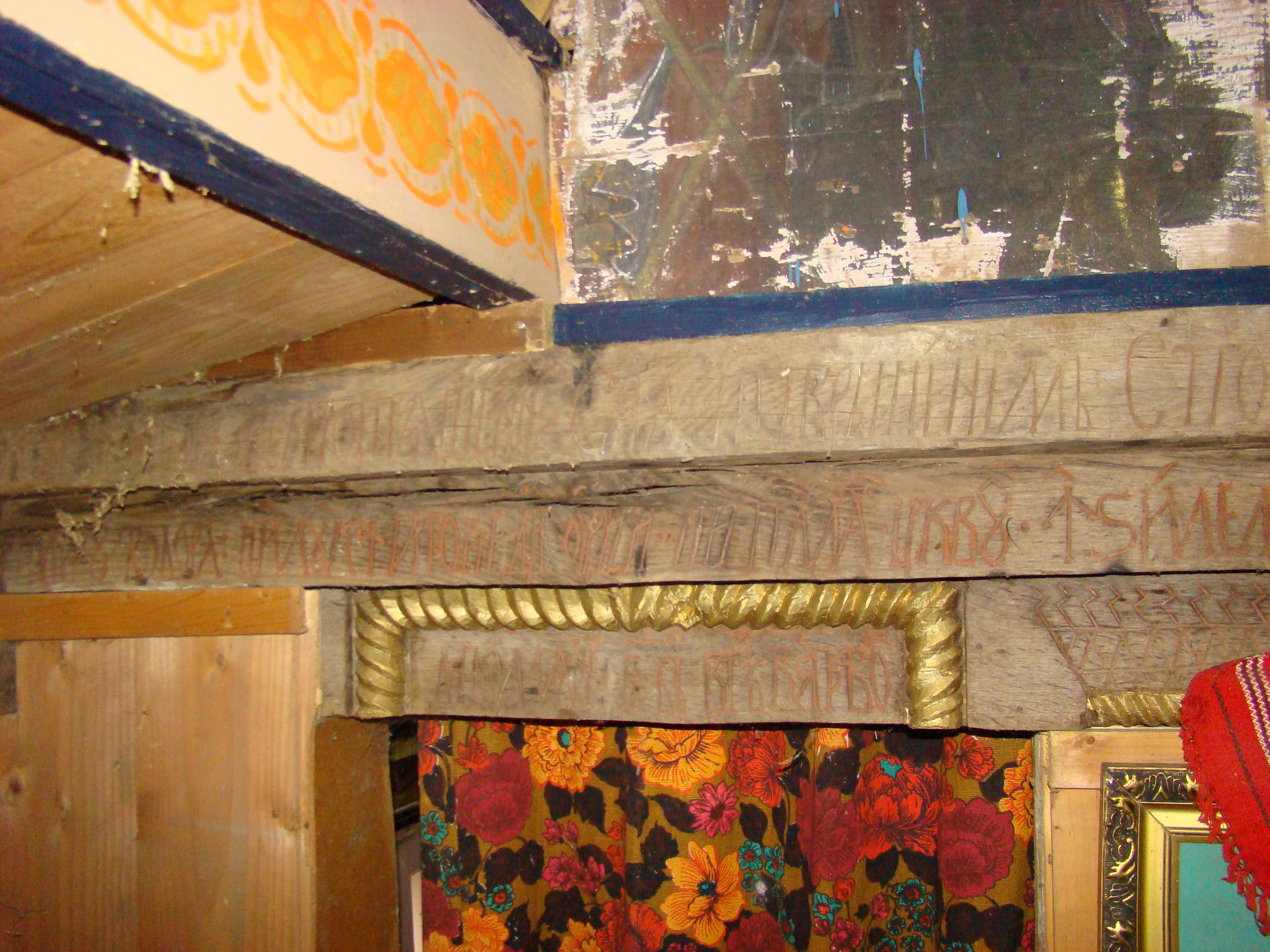
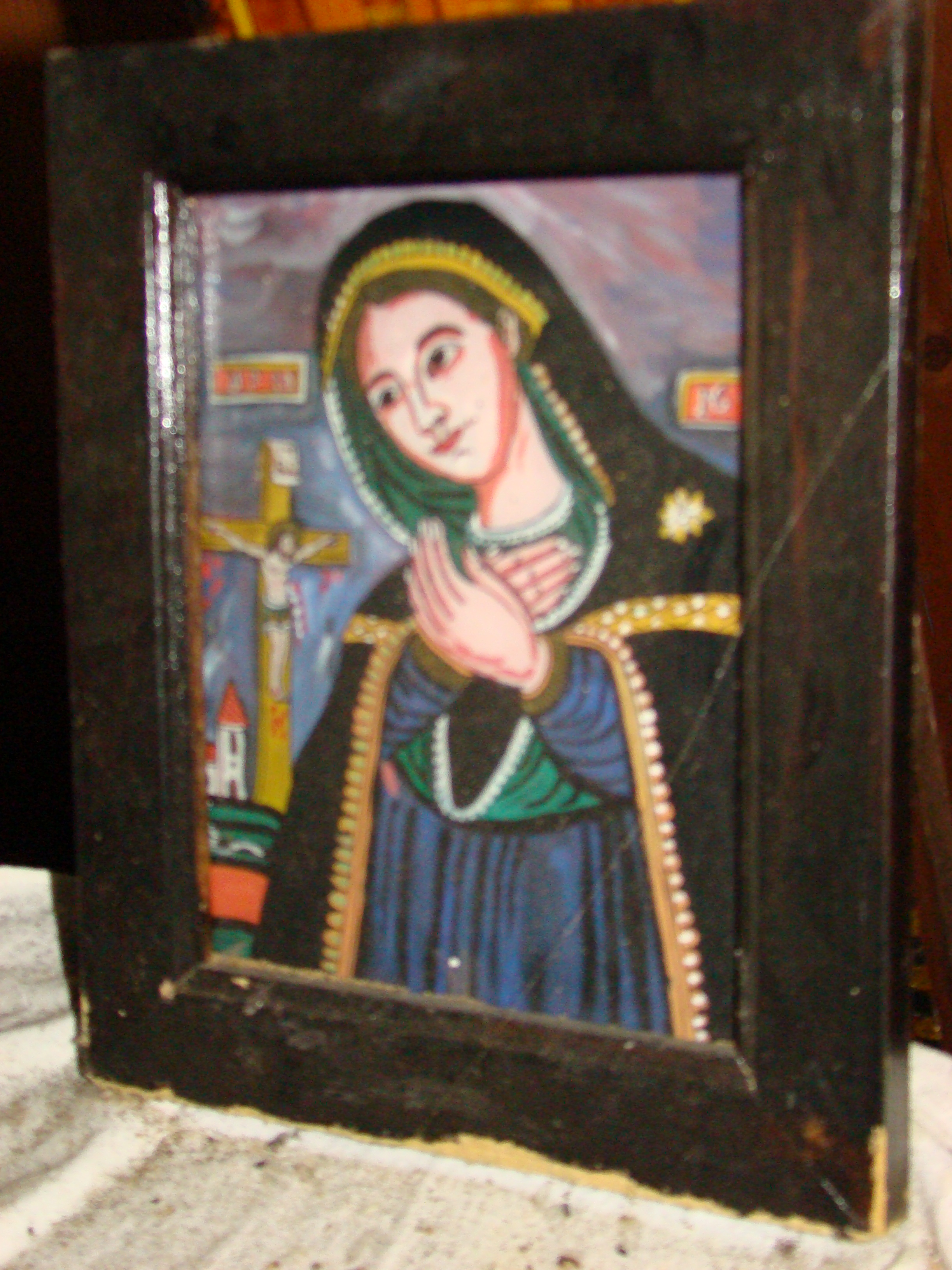
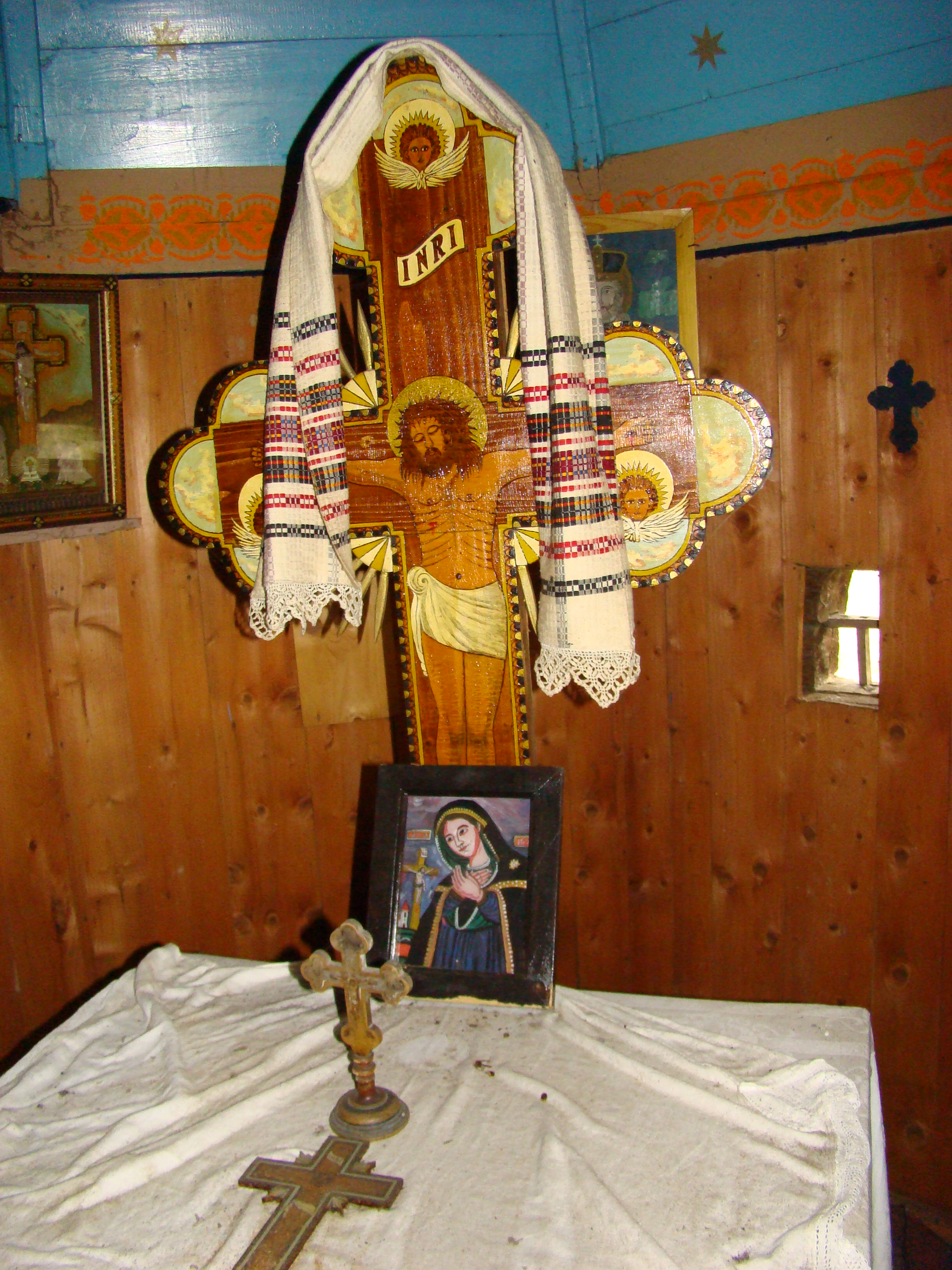
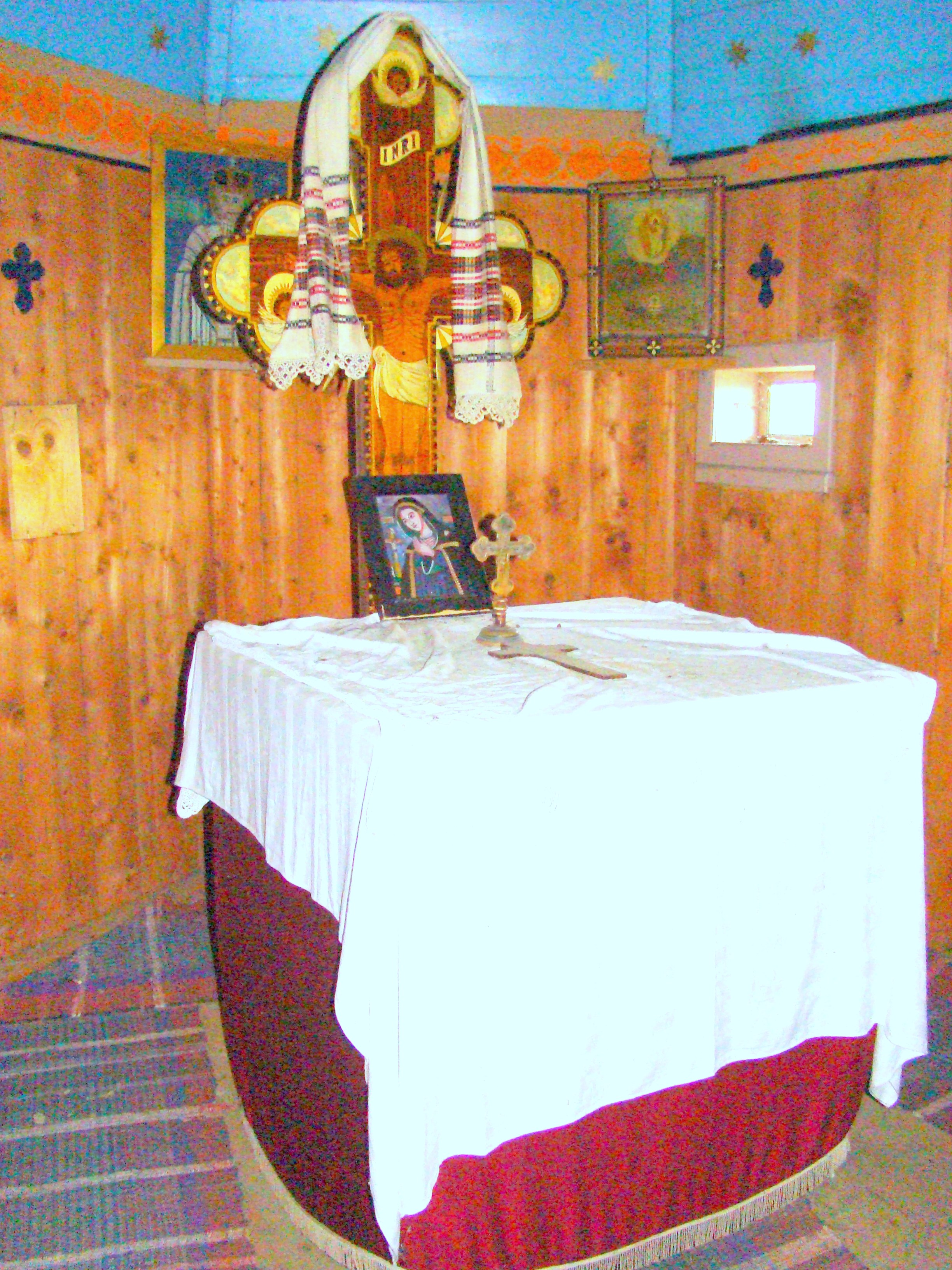